# Alexander Gauland

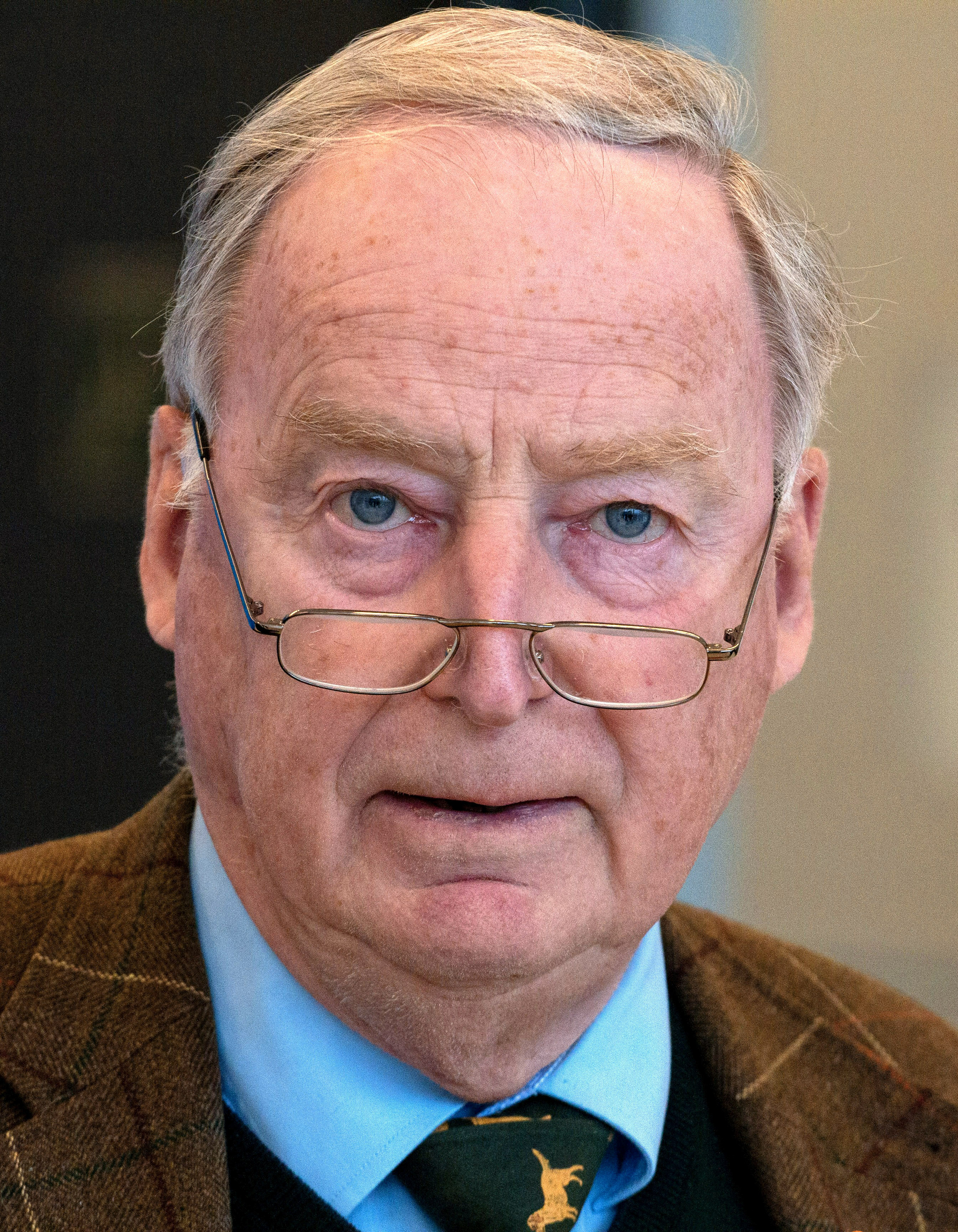
Alexander Gauland (2019)

Eberhardt Alexander Gauland (* 20. Februar 1941 in Chemnitz) ist ein deutscher Jurist, Publizist und rechtspopulistischer Politiker (AfD, vormals CDU). Von 2017 bis 2019 war Gauland einer von zwei AfD-Bundessprechern (Parteivorsitzenden). Seit 2017 ist er Mitglied des Deutschen Bundestages, wo er von 2017 bis 2021 neben Alice Weidel einer von zwei Fraktionsvorsitzenden der Bundestagsfraktion seiner Partei war. Seit 2019 ist er Ehrenvorsitzender der AfD und seit 2021 auch der AfD-Bundestagsfraktion. Für die Bundestagswahl 2025 kandidierte er für die sächsische AfD, nachdem er ursprünglich seinen Rückzug aus der Politik bekanntgegeben hatte, und erlangte ein Direktmandat.
Gauland war von 1973 bis 2013 Mitglied der CDU. Er war im Laufe seiner Parteikarriere im Frankfurter Magistrat und im Bundesumweltministerium tätig und leitete von 1987 bis 1991 die Hessische Staatskanzlei unter Ministerpräsident Walter Wallmann, der sein Mentor war. Eine umstrittene, von Gauland in seiner Funktion als Leiter der Staatskanzlei getätigte Versetzungsentscheidung fand als Affäre Gauland Einzug in die deutsche Literatur. Er war von 1991 bis 2005 Herausgeber der in Potsdam erscheinenden Tageszeitung Märkische Allgemeine und publizierte vielfältig, so auch die Anleitung zum Konservativsein. Zuletzt war er Vordenker des Berliner Kreises.
Gauland ist Gründungsmitglied der gegen den Euro gerichteten Wahlalternative 2013 und der daraus hervorgegangenen Partei „Alternative für Deutschland“ (AfD). Er war Vorsitzender der AfD Brandenburg. Nach der Landtagswahl in Brandenburg 2014, bei der er Spitzenkandidat gewesen war, wurde er Fraktionsvorsitzender seiner Partei und Alterspräsident im Landtag Brandenburg. Er war zusammen mit Alice Weidel Spitzenkandidat der AfD für die Bundestagswahl 2017, gewann ein Bundestagsmandat und wurde daraufhin zum Ko-Fraktionsvorsitzenden gewählt. Am 2. Dezember 2017 wurde Gauland auf dem Parteitag in Hannover zusätzlich zum zweiten gleichberechtigten Bundessprecher der AfD neben Jörg Meuthen gewählt. Am 30. November 2019 wurde Tino Chrupalla zu seinem Nachfolger gewählt, nachdem Gauland auf eine erneute Kandidatur verzichtet hatte.
Insbesondere während des Bundestagswahlkampfes 2017 wurden Aussagen Gaulands mehrfach als rassistisch und revisionistisch aufgefasst. Gemäß einer im Januar 2019 vorgelegten Studie bescheinigt das Bundesamt für Verfassungsschutz Gauland „völkisch-nationalistische Gesellschaftsbilder“ und eine „Diffamierung derjenigen, die nicht Bestandteil der eigenen, aufgewerteten Gruppe“ seien. Die Glaubwürdigkeit der parlamentarischen Demokratie werde von ihm „bewusst delegitimiert“. Mit seinen Äußerungen, etwa zu Migranten oder zur NS-Vergangenheit Deutschlands, löst Gauland immer wieder Kontroversen aus.

## Leben

### Herkunft und Jugend
Alexander Gauland wurde 1941 als Sohn des 1936 in den Ruhestand versetzten Oberstleutnants der Schutzpolizei Alexander Gauland (* 1881) im sächsischen Chemnitz geboren. Der Vater war am sächsischen Königshof in Dresden tätig. Er benannte seinen Sohn nach dem russischen Zaren Alexander I. Alexander Gauland wuchs im vor dem Zweiten Weltkrieg großbürgerlich geprägten Chemnitz-Kaßberg auf und besuchte dort ab 1946 in der SBZ und später in der DDR zunächst die dortige André-Schule und anschließend die Goethe-Oberschule in Karl-Marx-Stadt. Nach seinem DDR-Abitur 1959 an der Friedrich-Engels-Oberschule, ebenfalls in Karl-Marx-Stadt, flüchtete er aus der DDR in die Bundesrepublik, da ihm nach seinen eigenen Angaben ein Studium verwehrt worden sei. Er war anfangs im Notaufnahmelager Marienfelde (Berlin), anschließend im hessischen Gießen untergebracht.

### Jurastudium in Marburg und Gießen
Er absolvierte 1960 die westdeutsche Ergänzungsprüfung zum DDR-Abitur in Darmstadt und studierte ab 1960 Geschichte und Politikwissenschaft sowie Rechtswissenschaften an der Philipps-Universität Marburg und der Justus-Liebig-Universität Gießen. In Marburg war er beim Ring Christlich-Demokratischer Studenten (RCDS) engagiert und leitete als Universitätsältester die studentische Vollversammlung (als ein Nachfolger von Walter Wallmann). Nach seinem Studium litt er an einer schweren Depression und verbrachte sechs Wochen in einer Nervenklinik in Bonn. 1970 wurde er beim Völkerrechtler Gerhard Hoffmann an der Rechts- und Staatswissenschaftlichen Fakultät der Universität Marburg mit der Dissertation Das Legitimitätsprinzip in der Staatenpraxis seit dem Wiener Kongress zum Dr. jur. promoviert. 1966 legte er die erste und 1971 die zweite juristische Staatsprüfung in Hessen ab.

### Politischer Werdegang in der CDU

#### Stationen in Bonn, Edinburgh und Frankfurt am Main
Nach der Promotion arbeitete er von 1970 bis 1972 für das Presse- und Informationsamt der Bundesregierung in Bonn, war von 1974 bis 1975 Presseattaché am Generalkonsulat im schottischen Edinburgh und danach für die CDU/CSU-Bundestagsfraktion in Bonn tätig.
Im Bundestag begegnete er seinem Mentor Walter Wallmann, seinerzeit stellvertretender Unionsfraktionsvorsitzender. Nachdem Wallmann Parlamentarischer Geschäftsführer geworden war, avancierte Gauland, der 1973 der CDU beitrat, auf Wallmanns Wunsch hin zu dessen persönlichem Referenten. Dieser setzte viel auf Gauland und würdigte ihn in seiner Autobiografie (2002) als „außergewöhnlich gebildet, keineswegs immer den Erfordernissen politischer Taktik aufgeschlossen, an allen Fragen interessiert und vor allem ein[en] Mann, der Loyalität mit dem Mut zum Widerspruch in der Sache zu verbinden wusste“. Er sei ein „wichtiger Ratgeber“ gewesen.
Aufgrund des guten Ergebnisses der CDU Hessen bei den Kommunalwahlen in Hessen 1977 wechselte Gauland in den Römer nach Frankfurt am Main. Wallmann wollte dort mit seinen Mitstreitern durch einen Politikwechsel in der einstigen linken Hochburg den Erfolgskurs der Sozialdemokraten im Bund stoppen. Dort war er persönlicher Referent, Redenschreiber und Büroleiter des Oberbürgermeisters Wallmann. In der Funktion als Frankfurter Magistratsdirektor organisierte er u. a. die Verbringung von vietnamesischen Flüchtlingen (Boatpeople) in die hessische Metropole. Mit Wallmann, der erster Bundesminister für Umwelt, Naturschutz und Reaktorsicherheit im Kabinett Kohl II wurde, wechselte er 1986 in das Bundesministerium nach Bonn, wo er die Zentralabteilung mitaufbaute.

#### Staatssekretär in Hessen
Mit der gewonnenen Landtagswahl in Hessen 1987 wurde er als Staatssekretär Chef der Hessischen Staatskanzlei in Wiesbaden unter Ministerpräsident Wallmann. Der Politikwissenschaftler Eike Hennig sah in Gauland einen „liberalkonservativen“ Politiker, der allerdings im Wahlkampf federführend an einer „antiintegrativen ausländerpolitischen Kampagne“ beteiligt war. Um das Aktionsprogramm Hessen-Thüringen, ein Investitionsprogramm für den Aufbau Ost, umzusetzen, wurde er 1989 mit der Leitung einer Kabinettsarbeitsgruppe betraut, der auch die Staatssekretäre Dieter Posch (FDP) und Claus Demke (CDU) angehörten.
Am 16. Februar 1993 erschien in der Frankfurter Rundschau eine Anzeige, die auf eine öffentliche Diskussion am 24. Februar 1993 zum Thema „Staatsbürgerschaft, Einwanderung und Asyl im weltoffenen Deutschland“ im Frankfurter Dominikanerkloster hinwies. Als Diskussionsteilnehmer werden neben Gauland Winfried Hassemer, Dieter Hooge und andere genannt. Der Text war verbunden mit einer von vielen Prominenten (darunter Ignatz Bubis, Daniel Cohn-Bendit, Joschka Fischer und Marcel Reich-Ranicki) unterzeichneten Erklärung. Sie enthielt Sätze wie: „Zu gewinnen ist ein modernes und europafähiges Deutschland. Nötig ist eine pragmatische und humane Einwanderungspolitik. Wir brauchen eine intelligente und verantwortliche Asylpolitik, die an der Selbstverpflichtung der Gesellschaft zur Generosität grundsätzlich festhält.“ Die Rede war auch von einer „Republik, die als offene Gesellschaft das ,völkische‘ Selbstverständnis hinter sich gelassen hat“.
Sein Versuch, den Leitenden Ministerialrat Rudolf Wirtz (SPD) zu versetzen, um Platz für seinen Parteifreund Wolfgang Egerter zu machen, führte zu mehrinstanzlichen Verfahren vor Verwaltungsgerichten und einer landespolitischen Kontroverse, die unter dem Namen „Affäre Gauland“ bekannt ist. In dieser wurde die Vergangenheit Egerters im Witikobund thematisiert, und Gauland musste im Zuge des Verfahrens eidesstattliche Versicherungen abgeben. Diese erwiesen sich als falsch. Der Schriftsteller Martin Walser verarbeitete die Affäre mit ihren Protagonisten in dem vielbeachteten Schlüsselroman Finks Krieg, der 1996 im Suhrkamp Verlag erschien. Gauland ist dort reales Vorbild für eine der Hauptfiguren namens Tronkenburg. Er warf Walser als Reaktion Unkenntnis der Zustände vor Ort vor. Nach dem Rechtswissenschaftler Heinz Müller-Dietz stilisierte sich Gauland zum „Opfer des rechthaberischen Protagonisten“.

#### Ideengeber des „Berliner Kreises“
Wie Hans-Joachim Schoeps und Günter Rohrmoser wurde er zu den Konservativen im Umfeld der Union gerechnet. Gauland, der in den letzten Jahren die Ausrichtung der CDU unter Bundeskanzlerin Angela Merkel kritisierte und zuletzt Ideengeber des konservativen „Berliner Kreises“ innerhalb der Partei war, trat nach langjähriger Mitgliedschaft im März 2013 aus der CDU aus. Zuvor suchte er mit unterschiedlichen Vertretern im Rahmen von Partei-, Jugendorganisations- und Stiftungsveranstaltungen das Gespräch.

### Herausgeber der „MAZ“
Gauland war von 1991 bis 2005 Mitgeschäftsführer (Generalbevollmächtigter) der damals zur Verlagsgruppe der Frankfurter Allgemeinen Zeitung (FAZ) gehörenden Märkischen Verlags- und Druck-Gesellschaft und Herausgeber der Märkischen Allgemeinen (MAZ) in Potsdam. Er war nach der Wende verantwortlich für den Prozess des Übergangs vom einstigen SED-Organ hin zu einer unabhängigen Tageszeitung. Die Leser seien politisch unterschiedlich sozialisiert gewesen, was ihn vor größere Herausforderungen gestellt habe. Die unbedarfte Weiterbeschäftigung politisch vorbelasteter Redakteure führte zudem zu Glaubwürdigkeitsproblemen, gestand Gauland rückblickend selbstkritisch ein. 1993 war Gauland Mitunterzeichner des Appells Frankfurter Einmischung – Jens Reich soll Bundespräsident werden. Neben seiner Herausgebertätigkeit hat Gauland zudem als freier Publizist für die MAZ gewirkt. Der Historiker Michael Stürmer (2005) bezeichnete die veröffentlichten Beiträge als „philosophisch-politische Debattenstücke“.
In dem 2011 durch die Politologin Ariane Mohl, Mitarbeiterin im Forschungsverbund SED-Staat, ausgearbeiteten Gutachten (Personelle und institutionelle Übergänge im Bereich der brandenburgischen Medienlandschaft) für die Enquete-Kommission 5/1 des Brandenburger Landtages hieß es, dass Gauland nicht „offensiv und für die Öffentlichkeit transparent die Vergangenheit der MAZ-Redakteure“ in der DDR aufgearbeitet habe. Zwar seien zwei ehemalige Chefredakteure in seiner Amtszeit wegen ihrer Stasi-Vergangenheit entlassen worden, unklar bleibe allerdings, „nach welchen Kriterien Gauland bei der Einzelfallprüfung vorgegangen“ war.
2011 vertrat Gauland in einem Artikel die Auffassung, dass Brandenburg „keine bürgerliche Geschichte und also auch keine bürgerliche Tradition“ habe. Dies löste eine medial ausgetragene Debatte in der Landespolitik unter Beteiligung führender Politiker nahezu aller Fraktionen aus, in deren Verlauf ihm die Vorsitzende der CDU Brandenburg und der CDU-Fraktion im Brandenburger Landtag, Saskia Ludwig, vorwarf, „seine eigenen Fehler in der Nachwendezeit auf eine vermeintlich proletarisierte, unmündige Bevölkerungsstruktur in Brandenburg abzuwälzen“.

### Parteipolitische Neuorientierung

#### Parteifunktionär der AfD
Gemeinsam mit den CDU-Mitgliedern Konrad Adam und Bernd Lucke sowie Gerd Robanus war er im September 2012 Gründungsmitglied der Wahlalternative 2013. Er wurde im April 2013 auf dem Gründungsparteitag der Euro-kritischen AfD gemeinsam mit Patricia Casale und Roland Klaus zum stellvertretenden Sprecher gewählt. Im Februar 2014 wurde er auf einem Landesparteitag in Großbeeren bei einem Gegenkandidaten mit ca. 77 Prozent der Stimmen zum Vorsitzenden der AfD Brandenburg gewählt und trat somit die Nachfolge des im Dezember 2013 zurückgetretenen Roland Scheel an.
Schnell profitierte die Partei, so Beobachter, von seiner und Adams Berufserfahrung in den Medien. Gauland schärfte mit einem kontrovers diskutierten Grundsatzpapier das außenpolitische Profil der AfD, indem er sich für eine Annäherung an Russland einsetzte. In der Öffentlichkeit galt er als innerparteilicher Gegenspieler Luckes. Auch von Sozialwissenschaftlern wird er nicht zuletzt wegen seiner Themensetzung dem rechten Parteiflügel der AfD zugerechnet. Forscher wie David Bebnowski, Franz Walter, Lars Geiges, Stine Marg, Alexander Häusler, Gudrun Hentges, Jürgen W. Falter, Frank Decker, Sebastian Friedrich, Lothar Probst, Susanne Merkle und Elmar Wiesendahl bezeichnen diesen und Gaulands Rolle in der Partei als überwiegend national- oder aber auch rechtskonservativ.
Nach Gauland bietet die AfD, die er als „Partei der kleinen Leute“ bezeichnet, eine politische Heimat für ein „lange verschüttetes nationalliberales Lebensgefühl, das weder rechts noch links ist, sondern zutiefst menschlich, konservativ nicht im politischen Sinne, sondern im lebensweltlichen“. Neben den „volkswirtschaftlich gebildeten Wirtschaftsliberalen“ sei sie eine Bewegung von „Protestwählern“ mit „nationalkonservativer“ und „nationalliberaler“ Ausrichtung. Er sei überzeugt, sie trete das Erbe der FDP an.
In einer von der Linken Brandenburg in Auftrag gegebenen Studie zur AfD Brandenburg („Wenn ich benenne, was Menschen umtreibt, bin ich Demokrat“, 2014) thematisierten Christoph Kopke und Alexander Lorenz vom Potsdamer Moses Mendelssohn Zentrum für europäisch-jüdische Studien Gaulands Kontakt zu Jürgen Elsässers Magazin Compact und seine Vortragstätigkeit bei Burschenschaften. Auch Wolfgang Storz von der gewerkschaftsnahen Otto-Brenner-Stiftung, der eine Studie zum politisch-publizistischen Querfront-Netzwerk anfertigte, verwies auf Gaulands Interview- und Autorentätigkeit für Elsässers Magazin. Er nutze auch, so Beobachter, die neurechte Wochenzeitung Junge Freiheit, um innerparteiliche Debatten auszutragen. Weiterhin war er Referent bei der neurechten Bibliothek des Konservatismus in Berlin, bei der sogenannten Compact-Friedenskonferenz in Berlin und der Staats- und Wirtschaftspolitischen Gesellschaft in Hamburg, wie Kopke und Lorenz in einem Beitrag 2016 ergänzten.

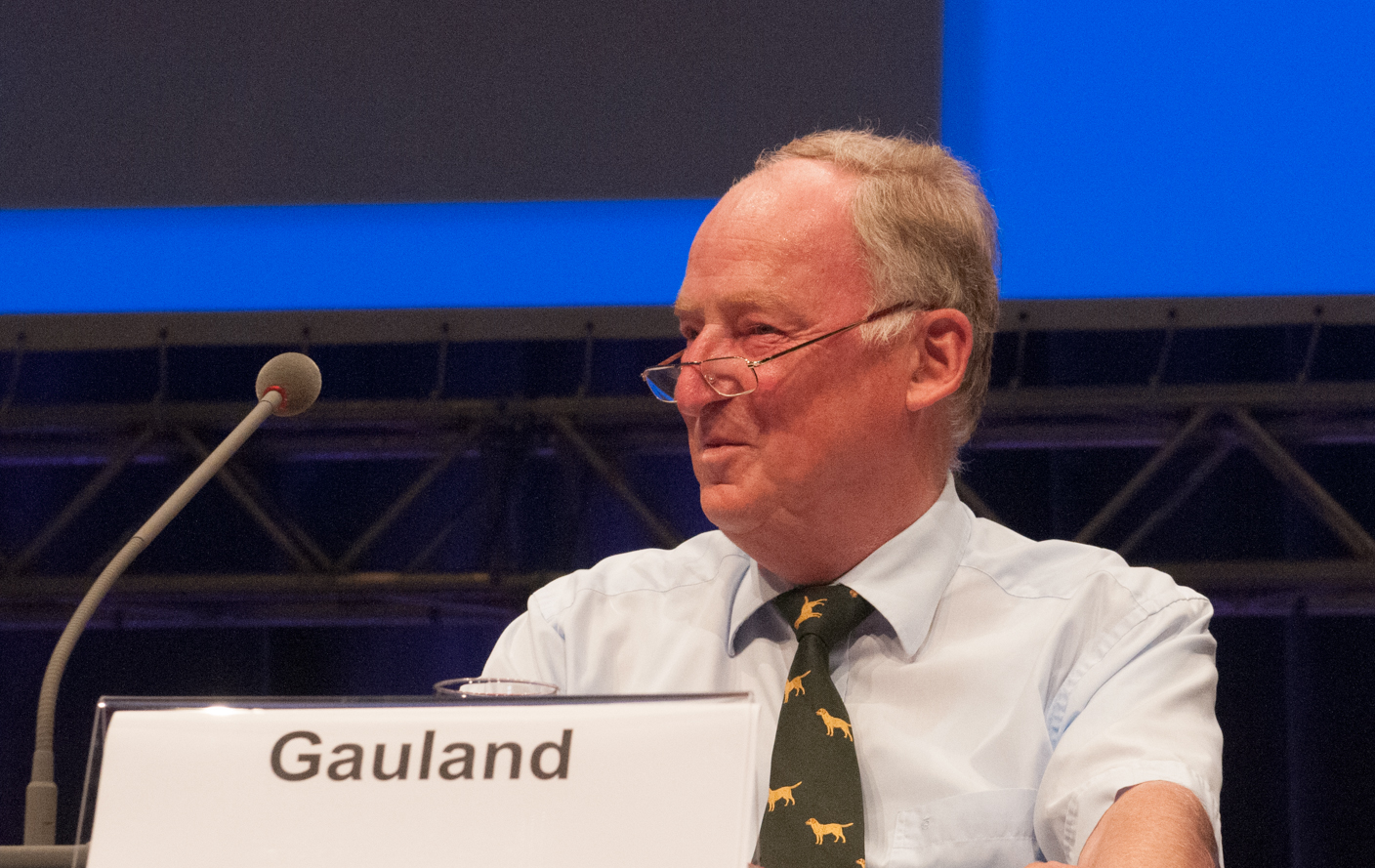
Alexander Gauland auf dem AfD-Bundesparteitag am 4. Juli 2015 in Essen

Im März 2015 unterzeichnete er als einer der Ersten die durch die Landesvorsitzenden Björn Höcke aus Thüringen und André Poggenburg aus Sachsen-Anhalt initiierte sogenannte „Erfurter Resolution“. Im April 2015 wurde er auf dem Landesparteitag in Pritzwalk (Landkreis Prignitz) mit 88,7 Prozent der Stimmen als Landesvorsitzender wiedergewählt. Auf dem außerordentlichen Bundesparteitag der AfD in Essen im Juli 2015, auf dem sich Petry gegen Lucke durchsetzte, wurde er bei zwei Mitbewerbern mit 83,8 Prozent der Stimmen erneut zum stellvertretenden Bundessprecher, diesmal neben Beatrix von Storch und Albrecht Glaser, gewählt.
Laut Kopke und Lorenz (2016) trimme Gauland in jüngster Zeit „die AfD weiter auf einen schärferen Rechtskurs“, was überrasche, weil er bisher auch in der Wissenschaft als konservativ, aber integer galt. Sein Ausspruch, die Debatte um die Flüchtlingskrise in Deutschland ab 2015 sei ein „Geschenk“ für seine Partei, stehe im Kontext von Profilierungsversuchen der AfD als „Anti-Flüchtlings-Partei“ und damit als „politische[r] Profiteur der rassistischen Protestwelle“, so Häusler und Virchow. Für Häusler, der Gauland einen mitunter „rechtspopulistischen Duktus“ attestiert und ihn für einen „Spin-Doctor“ der Partei hält, unterstütze der Politiker die Intention Höckes, die AfD als eine „rechte ‚Bewegungspartei‘“ aufzustellen. So trugen die beiden bei Demonstrationen in Ostdeutschland Reden mit „nationalistischem Pathos“ vor und erprobten den Schulterschluss mit der radikalen Rechten in Europa: Im Jahr 2016 luden Gauland, Höcke und Poggenburg zu einer Parteiveranstaltung mit dem Generalsekretär der FPÖ und Mitglied des Europäischen Parlaments, Harald Vilimsky, im brandenburgischen Nauen. Ferner benutzte Gauland bei einer Kundgebung am 2. Juni 2016 in Elsterwerda im Zusammenhang mit der vermeintlichen Überfremdungsgefahr die Parole „Heute sind wir tolerant und morgen fremd im eigenen Land“, was er in der Sendung Anne Will zuerst bestritt, aber nach einem Einspieler eingestand (ursprünglich stammte dieser Satz aus dem Refrain des Liedes Tolerant und geisteskrank von der CD Adolf Hitler lebt! der rechtsextremen Band „Gigi und Die braunen Stadtmusikanten“ des Musikers Daniel Giese). Nach Ansicht von Elmar Wiesendahl werden damit eine rechts der Unionsparteien errichtete „Brandmauer eingerissen“ und „Brücken ins Nationalkonservativ-Völkische gebaut“, was auch „Rassenideologie“ und „Rechtsextremismus“ einschließen könne.

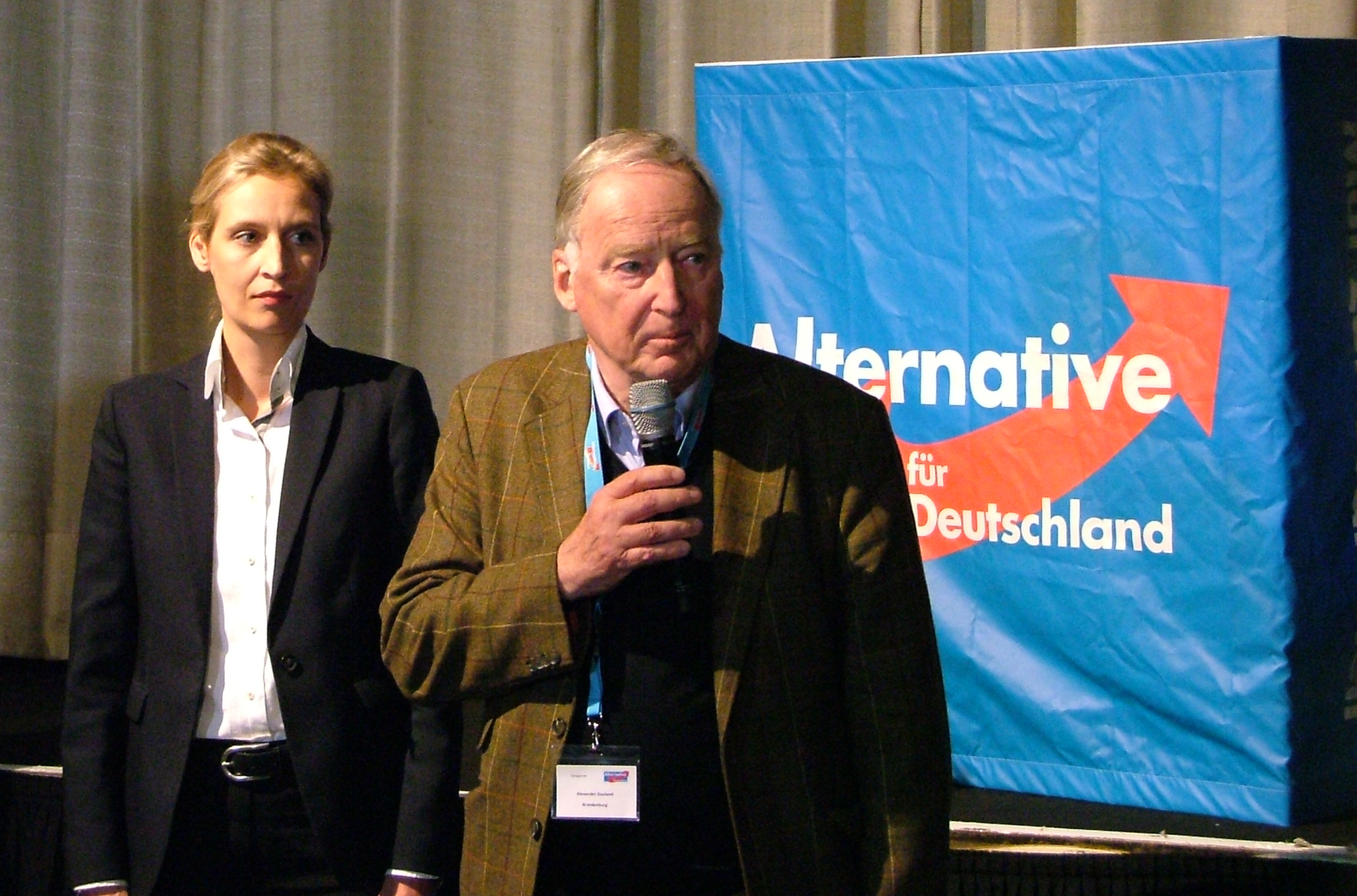
Alexander Gauland (r.) und Alice Weidel (l.) auf dem AfD-Bundesparteitag am 23. April 2017 in Köln

Auf dem Parteitag der AfD im April 2017 wurde er gemeinsam mit Alice Weidel zum Spitzenkandidaten für den Bundestagswahlkampf gewählt. Nach dem Parteitag beendeten die Spitzenkandidaten ihre Kommunikation mit AfD-Bundessprecherin Frauke Petry; diese bekundete im August 2017 ihre Gesprächsbereitschaft mit Weidel und Gauland.
Im Bundestagswahlkampf 2017 fiel Gauland mit rassistischen und revisionistischen Äußerungen auf. In der Woche vor der Wahl ging Petry zu Gauland und Weidel auf Distanz und bekundete ihr Verständnis für Wähler, die über deren Äußerungen „entsetzt“ seien.
Steffen Kailitz hält Gauland für einen der wichtigsten Akteure bei der „Extremisierung der AfD“ und für eine Führungsfigur des Flügels. Er habe davon profitiert, dass er von Gesprächspartnern als solche nicht wahrgenommen wurde. Er sei fähig mit anderen Strömungen der Partei Bündnisse einzugehen und inhaltliche Kompromisse zu machen, was für Höcke nicht zutreffe.

#### Abgeordneter des Brandenburger Landtages

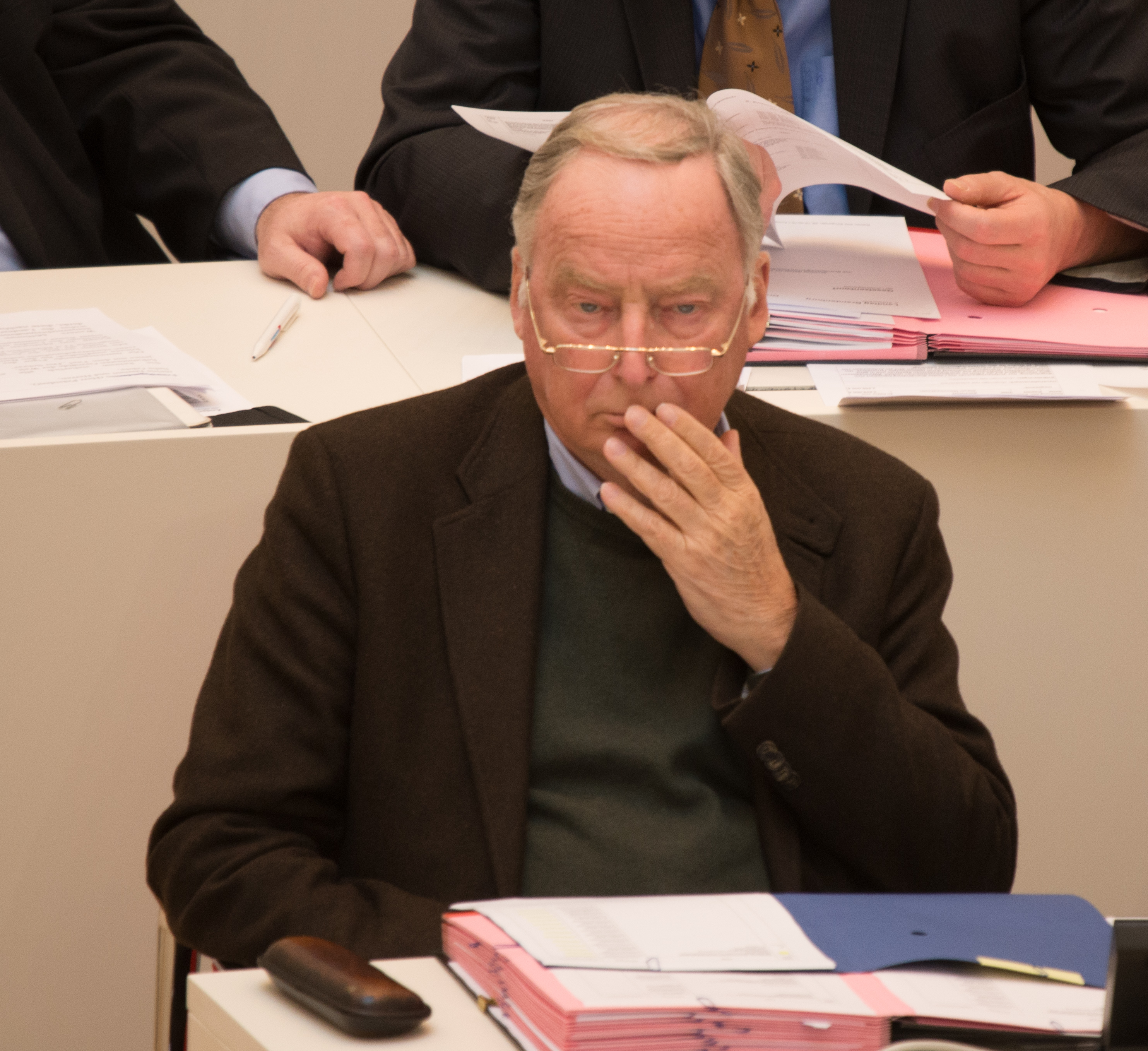
Alexander Gauland im brandenburgischen Landtag am 9. März 2016 in Potsdam

Bereits bei der Bundestagswahl 2013 war Gauland Spitzenkandidat der AfD Brandenburg, die 6,0 Prozent der Zweitstimmen erhielt. Bei der Landtagswahl in Brandenburg 2014 war er erneut Spitzenkandidat und trat als Direktkandidat im Landtagswahlkreis Potsdam I (Wahlkreis 21) an. Wichtige Themen des Wahlkampfes waren u. a. der Flughafen Berlin Brandenburg, die Innere Sicherheit und die Zuwanderung. In Gaulands Offerte an sowohl linke als auch rechte Wähler in Brandenburg sieht das Wissenschaftlerkollektiv Nicole Berbuir, Marcel Lewandowsky und Jasmin Siri Anzeichen einer „Catch-all-Protestpartei“. Er erreichte 7,2 Prozent der Erststimmen und 7,5 Prozent der Zweitstimmen und wurde über die Landesliste der AfD in den 6. Brandenburger Landtag gewählt.
Am 21. September 2014 wurde er einstimmig zum Fraktionsvorsitzenden gewählt. In seiner Rede als Alterspräsident bei der Konstituierung des Landtags sprach er über Thesen des britischen Staatsmanns und Philosophen Edmund Burke zur Rolle des imperativen Mandats. Diese wurde von den anderen Fraktionen überwiegend positiv aufgenommen.
Im Jahr 2015 traf Gauland gemeinsam mit Markus Frohnmaier in Sankt Petersburg Alexander Dugin, dessen eurasische Ideen Gauland als „interessant“ bezeichnete. Die Kosten für die Reise übernahm die „Stiftung St. Basilius, hinter der ein Putin-treuer Oligarch steht.“
Gaulands besonderes Interesse gilt seit Jahren der Kulturpolitik, die in seinen Augen „enorm an Stellenwert“ verloren habe. Es mangele an Legitimität und Finanzierung. Insbesondere „die Hochkultur hat es immer schwerer“. Im Brandenburger Landtag war er ordentliches Mitglied des Hauptausschusses A1 und des Ausschusses für Wissenschaft, Forschung und Kultur A6. Seit der Bundestagswahl 2017 gehört Gauland dem Brandenburger Landtag nicht mehr an.
Nach Aufgabe des Landesvorsitzes in Brandenburg ist Gauland Ehrenvorsitzender des AfD-Landesverbandes.

### Abgeordneter des Deutschen Bundestages und Parteivorsitzender

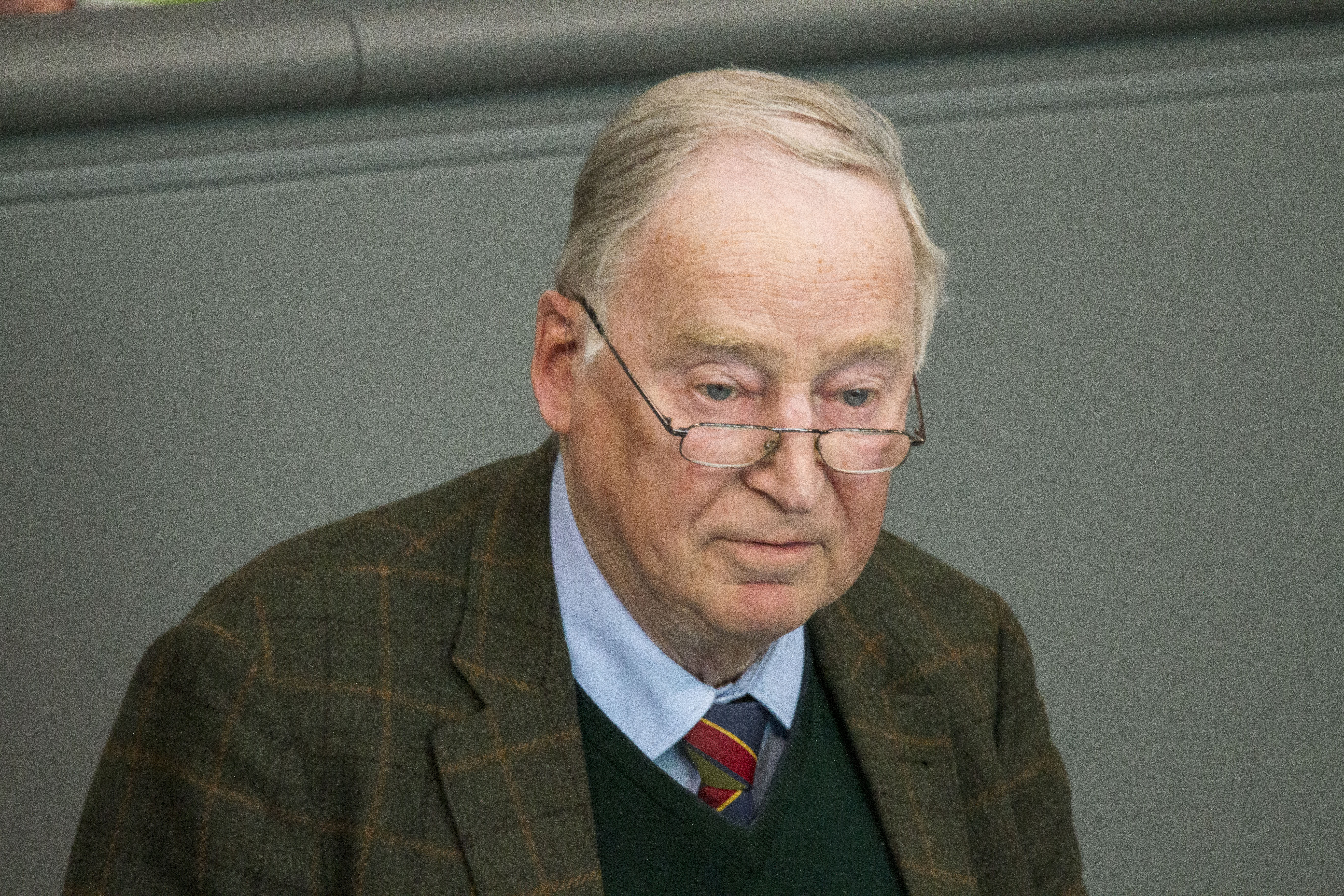
Alexander Gauland im Deutschen Bundestag am 19. Mai 2021 in Berlin.

Alexander Gauland trat als Direktkandidat im Bundestagswahlkreis Frankfurt (Oder) – Oder-Spree an und unterlag dort mit 21,9 % dem CDU-Kandidaten Martin Patzelt, der 27,1 % der Erststimmen erhielt. Er war auf Platz eins der Landesliste der AfD Brandenburg gewählt worden und zog bei der Bundestagswahl 2017 über diese Landesliste in den Deutschen Bundestag ein.
Am 2. Dezember 2017 wählte ihn der Bundesparteitag mit 68 Prozent der Stimmen zum Bundessprecher der Alternative für Deutschland, als einer von zwei Sprechern zusammen mit Jörg Meuthen.
Zur Bewältigung seiner Mandatsaufgaben und Unterstützung seiner parlamentarischen Arbeit stellte Gauland nach Recherchen von Zeit Online wie achtzehn weitere Abgeordnete seiner Fraktion Mitarbeiter aus dem rechtsextremen Milieu ein: Bis Januar 2018 beschäftigte er einen Ex-Kader der verbotenen Heimattreuen Deutschen Jugend (HDJ), der zuvor bereits mindestens seit Anfang 2015 als verkehrs- und europapolitischer Referent für die Brandenburgische AfD-Landtagsfraktion tätig gewesen war, wie Gauland gegenüber der FAZ bestätigte. Ein anderer aus Brandenburg stammender Mitarbeiter von Gauland bewegte sich gemäß Zeit Online in der Berliner Neonaziszene, im Frühjahr 2016 war eine Person seines Namens von den Veranstaltern eines Neonazikonzerts in Thüringen als Ordner angemeldet worden. Vor seiner Tätigkeit für Gauland war er als Praktikant in der AfD-Landtagsfraktion in Potsdam beschäftigt, wo er mit extrem rechten Ansichten auffiel.
Am 21. März 2021 wurde Alexander Gauland auf dem Landesparteitag der AfD in Frankfurt mit 192 von 290 gültigen Stimmen auf Platz 1 der Landesliste Brandenburg erneut zum Spitzenkandidaten für die Bundestagswahl 2021 gewählt. Obwohl Gauland einige Zeit zuvor bereits angekündigt hatte, sich aufgrund seines hohen Alters aus der Politik zurückzuziehen, entschied er sich, erneut für den Bundestag zu kandidieren. Er begründete diese Entscheidung damit, dass er mit seiner Erfahrung der – laut ihm – gefährdeten AfD-Fraktion im Bundestag weiter zur Stabilität zu verhelfen. Im Rahmen dessen kritisierte er auf dem Landesparteitag in Frankfurt erneut den Bundessprecher Jörg Meuthen für dessen scharfe Kritik auf dem vergangenen AfD-Bundesparteitag in Kalkar 2020.
Bei der Bundestagswahl im September 2021 wurde Gauland erneut in den Deutschen Bundestag gewählt, kandidierte diesmal jedoch nicht für das Amt als Fraktionsvorsitzender der AfD-Bundestagsfraktion. Jedoch wurde er, ähnlich wie schon zuvor bei seinem Amt als Bundessprecher der Partei, zum Ehrenvorsitzenden der Fraktion ernannt.
Als ältester Bundestagsabgeordneter der 20. Legislaturperiode wäre Gauland beim Einzug der AfD in den Deutschen Bundestag Alterspräsident geworden und hätte damit die Eröffnungsrede halten dürfen. Mit einer absoluten Mehrheit der Bundestagsabgeordneten am 26. Oktober 2021 wurde der AfD-Antrag dahingehend abgelehnt, dass die Sitzung nicht wie vor 2017 vom lebensältesten, sondern erneut vom dienstältesten Bundestagsabgeordneten Wolfgang Schäuble als Alterspräsident geleitet wird.
2024 übertraf er mit 84 Jahren Marie-Elisabeth Lüders und wurde nach Konrad Adenauer der zweitälteste Abgeordnete, der je im Bundestag saß.
Bei der Bundestagswahl 2025 wollte Gauland zunächst nicht erneut antreten. Im November 2024 verkündete er jedoch, als Direktkandidat in seiner Geburtsstadt Chemnitz anzutreten. Mit 32,2 % der Erststimmen gewann er den Wahlkreis Chemnitz und zog erneut in den Bundestag ein.

#### Aufhebung der Immunität
Mit Beschluss des Deutschen Bundestages wurde die Immunität Alexander Gaulands als Bundestagsabgeordneter am 30. Januar 2020 aufgehoben. Eine Mehrzahl der AfD-Abgeordneten enthielt sich der Stimme. Die Staatsanwaltschaft Frankfurt am Main hatte eine Aufhebung beantragt, um in einem Strafverfahren ermitteln zu können. Gauland steht laut der Frankfurter Oberstaatsanwältin Nadja Niesen im Verdacht einer privaten Steuerhinterziehung im fünfstelligen Bereich. Seine Wohnung in der Berliner Vorstadt in Potsdam wurde am Mittag von den Ermittlungsbehörden zwei Stunden lang durchsucht. Die Durchsuchungen betrafen allein die Meldeanschrift des Verdächtigen. Die Ermittler haben zwei Umschläge voller Dokumente zur Auswertung mitgenommen. Bundestagsbüros wurden nicht durchsucht. Ein AfD-Fraktionssprecher sagte der AFP, in den Ermittlungen gehe es um ein altes Verfahren aus dem vorletzten Jahr. Die Fraktion wolle dazu ausführlicher Stellung nehmen.

### Familie und Konfession
Gauland ist verwitwet und Vater einer Tochter Dorothea (* 1983). Seit 1993 lebt er in einer Villa in der Potsdamer Berliner Vorstadt unweit des Heiligen Sees. Seine Lebensgefährtin Carola Hein war Lokalredakteurin bei der von Gauland bis 2005 herausgegebenen Märkischen Allgemeinen.
Der Sohn seiner Lebensgefährtin, der PR-Berater Stefan Hein, ist ebenfalls Mitglied der AfD und wurde 2014 mit Gauland in den Brandenburger Landtag gewählt, wollte dann aber sein Mandat aufgrund einer angeblichen Falschmeldung über Interna der Partei an den Spiegel zunächst nicht annehmen. Er nahm diese Entscheidung später wieder zurück. Nach dem Ausschluss aus der AfD-Fraktion war er bis 2019 fraktionsloser Abgeordneter.
Alexander Gaulands Tochter, die evangelische Pfarrerin Dorothea Gauland, die früher im Dekanat Dreieich der Evangelischen Kirche in Hessen und Nassau und seit August 2019 als Ökumene-Pfarrerin in Mainz tätig war, distanzierte sich im Februar 2016 öffentlich von den flüchtlingspolitischen Aussagen ihres Vaters. Sie setzt sich aktiv für Flüchtlingshilfe ein. Zum 1. Dezember 2023 wurde sie als Landespfarrerin der Evangelischen Kirche EKBO auf eine beim Berliner Missionswerk angebundenen Stelle berufen. Sie soll sich um den interreligiösen Dialog kümmern.
Alexander Gauland selbst berichtet von Zerwürfnissen mit einem Teil seiner Familie, der wegen seiner politischen Rolle in der AfD den Kontakt mit ihm abgebrochen hat. Das betreffe fast die gesamte Verwandtschaft seiner Frau, mit der man früher Familienfeste gemeinsam begangen habe. Gauland ist Mitglied der evangelischen Kirche und gehört ihr nach eigener Aussage „aus Achtung der Familientradition“ an.

## Publizistisches Wirken und Rezeption

### Rechtswissenschaftliche Veröffentlichungen

#### Dissertation
Gaulands bei Duncker & Humblot erschienene völkerrechtliche Dissertation, Das Legitimitätsprinzip in der Staatenpraxis seit dem Wiener Kongress (1971), befasst sich mit dem Begriff der Legitimität und seiner zugrunde liegenden Prinzipien in der neueren Geschichte. Sie beginnt beim französischen Staatsmann Charles-Maurice de Talleyrand-Périgord auf dem Wiener Kongress, behandelt dann die in der Heiligen Allianz zusammengeschlossenen christlichen Fürsten Europas und endet in der Betrachtung demokratisch-revolutionärer bzw. konstitutioneller Ausprägungen. Der Historiker Rainer Koch, damals Assistent von Lothar Gall am Friedrich-Meinecke-Institut der FU Berlin, rezensierte: „Der in der Einleitung behaupteten These einer dialektischen Verbindung von dynastischem Legitimitätsprinzip und Selbstbestimmungsrecht der Völker als Antithese wie auch von demokratischem Legitimitätsprinzip und sozialistischem Legitimitätsprinzip wird statt dringend gebotener Verifizierung eine nicht nachgewiesene Formel aufgesetzt: ‚Gemeinsam ist allen Ausformungen des Legitimitätsprinzips der konservative Charakter‘. Ein völkerrechtlicher Elfenbeinturm ist sicherlich nicht am Platz.“

#### Weitere Fachpublikationen
Er verfasste mehrere wissenschaftliche Aufsätze zum Staats- und Völkerrecht. In Die völkerrechtliche Souveränität im Fall der Aufnahme von Staaten in die UNO (1973) vertrat er die Auffassung, „daß die Souveränität eines Staates nicht Bedingung für seine Aufnahme in die Vereinten Nationen“ sei. Dies wurde durch den Regensburger Völkerrechtler Otto Kimminich als „irrige[r] Ansatzpunkt“ kritisiert. Gauland fehlinterpretiere die Rechtswissenschaftler Friedrich Berber, Leland Goodrich und Edvard Hambro hinsichtlich ihrer Auslegung des Geltungsbereichs des Art. 3 UN-Charta. Auch sei nicht nachvollziehbar, wie Gauland behaupten könne, dass etwa das Völkerrecht „von einem Staat nicht die […] Souveränität“, sondern eine öffentliche Gewalt für die Anerkennung als Staat fordern würde (Drei-Elemente-Lehre). Ferner widersprach Kimminich ausdrücklich der Ansicht, dass die Nichtproblematisierung von Kriegsfolgenproblemen eine Schwäche der UN sei.
Gaulands 1974 in der DÖV erschienener Fachaufsatz, Die Verstaatlichung der Banken nach dem Grundgesetz, wurde durch den Juristen und Ministerialrat Rolf Groß in einer Erwiderung kritisiert. Es lasse sich mit Gaulands Argumenten, die er „apodiktisch“ und „oberflächlich“ vorgetragen sah, nicht begründen, warum der „Produktionsmittelbegriff der klassischen Nationalökonomie“ so eng ausgelegt werden sollte. Gauland arbeitete zuvor heraus, dass Banken keine Produktionsmittel im Sinne des Art. 15 GG seien und letztlich nicht in die Sozialisierungskompetenz des Staates fallen würden. Später widersprach er Groß in einer richtigstellend orientierten Antwort.

### Historische Abhandlungen und Biographien
Zudem ist Gauland Autor mehrerer historisch-politischer Monografien: Gemeine und Lords. Porträt einer politischen Klasse (1989), Was ist Konservatismus. Streitschrift gegen die falschen deutschen Traditionen. Westliche Werte aus konservativer Sicht (1991), Helmut Kohl. Ein Prinzip (1994), Das Haus Windsor (1996), Anleitung zum Konservativsein (2002), Kleine deutsche Geschichte. Von der Stauferzeit bis zum Mauerfall (2007), Die Deutschen und ihre Geschichte (2009) und Fürst Eulenburg – ein preußischer Edelmann (2010).
Der Historiker Benedikt Stuchtey, damals Mitarbeiter am Deutschen Historischen Institut London (DHIL), beschrieb Gaulands 1989 im Suhrkamp Verlag veröffentlichtes Werk Gemeine und Lords. Porträt einer politischen Klasse als eine sympathisch dargestellte, chronologische Porträtierung von britischen Gentlemen. Er erkannte eine essayhafte und anekdotische Aufarbeitung der englischen Geschichte. Gauland zeichne ein romantisiertes Bild des Königreiches und überschätze die Geschlossenheit der Whig-Oligarchie.
Über den Altbundeskanzler Helmut Kohl schrieb Gauland in einer kritisch-wertenden Analyse (1994), verlegt im Rowohlt Verlag, dass dieser „der erste klassische Berufspolitiker ohne Wurzeln in einem anderen gesellschaftlichen Milieu“ sei. Er legte ferner „brillante Skizzen“, so der CDU-Historiker Hans-Otto Kleinmann, über Franz Josef Strauß, Kurt Biedenkopf und Heiner Geißler vor. Kohl ist in Gaulands Augen ein Vertreter der Bonner Republik, der „durch eigenes Verdienst und glückliche Umstände“ zu einer historischen Figur geworden sei. Wie der Philosoph Odo Marquard spreche Gauland der Moderne die historische Größe ab.
Der ehemalige Direktor des DHIL, Peter Wende, bezeichnete den durch Gauland 1996 vorgelegten Band Das Haus Windsor als „nostalgisch gestimmt“ und „elegant geschrieben“. Auch die Literaturkritikerin Elisabeth Endres bemerkte, dass es sich inhaltlich um ein „schön ausgestattete[s] Buch“ handle. Gauland beschrieb darin, so der Autor Tom Levine, das Elisabethanische Zeitalter (16. Jahrhundert) als „Englands größte und fruchtbarste Zeit. In wenigen Jahren brachte es eine nationale Dichtung, eine nationale Renaissance, eine unüberwindbare Flotte und, was das wichtigste ist und uns Deutschen immer versagt blieb, ein Bild des Engländers von sich selbst hervor.“ Als „entscheidende Verfassungsänderung [der Briten] in diesem [dem 20.] Jahrhundert“ beurteilt er den Parliament Act (1911) und damit die Beschneidung der Rechte des Oberhauses. Dieser wirke sich bis in unsere heutige Zeit aus.
Arnulf Baring, Historiker, beschäftigte sich mit Gaulands Werk Die Deutschen und ihre Geschichte (2009). Gauland habe in einer „gelassenen Sichtweise“ eine „kenntnisreich[e] und elegant[e]“ Beschreibung vorgelegt und bediene sich „pointierte[r] Positionen“. Besondere Ablehnung verspüre Gauland gegenüber der Politik des ehemaligen sowjetischen Staatspräsidenten Michail Gorbatschow.
Gaulands Monografie Fürst Eulenburg – ein preußischer Edelmann (2010) wurde in den Potsdamer Neuesten Nachrichten rezensiert. Im Rahmen einer Diskussionsrunde mit den Historikern Arnulf Baring und Daniel Koerfer stellte Gauland sein Werk, das auch von der Harden-Eulenburg-Affäre handelt, im Haus der Brandenburgisch-Preußischen Geschichte im Kutschstall in Potsdam vor. Der Journalist Gerold Paul bemerkte, „Weniger Detail und mehr Sinn für das Ganze“ wären hilfreich gewesen.

### Freie Publizistik für Zeitungen und Zeitschriften
Gauland schrieb ständig neben zu „extremistischen Positionen neigenden Konservativen“ als „Vertreter des demokratischen Konservatismus“ (Armin Pfahl-Traughber) für das rechtskonservative Theorieorgan Criticón, wo er ab den 1970er Jahren u. a. Autorenporträts von britischen Konservativen wie Henry St. John und Benjamin Disraeli veröffentlichte. Der Historiker Horst Seferens von der Stiftung Brandenburgische Gedenkstätten stellte 1998 die These auf, dass Gauland „möglicherweise unmittelbar“ durch einen wohlwollenden Criticón-Artikel über Ernst Jünger dessen Nominierung für den Goethepreis der Stadt Frankfurt am Main beeinflusst haben könnte. Geschickt habe es die Zeitschrift verstanden, so der Historiker Walter H. Pehle, Protagonisten beider Volksparteien für ihre rechtsintellektuellen Ziele zu vereinnahmen. Nach dem Literaturhistoriker Hans Sarkowicz unterstützten insbesondere Gauland und andere Konservative wie Günter Rohrmoser, Hans Maier, Wolfgang Wild und Hans Graf Huyn mit ihrem Wirken indirekt den „soziobiologistischen Chauvinismus“ des Schrenck-Notzing-Blattes, das die deutsche Rechte vereinigen wollte.
In dem alternativen Frankfurter Stadtmagazin Pflasterstrand attestierte man dem CDU-Politiker einerseits eine rechtsintellektuelle Gesinnung, erkannte aber andererseits seine stadtplanerische Zukunftsvision für die Metropole an. Ende der 1980er Jahre verfasste Gauland dann vereinzelt philosophische und politische Beiträge für das Blatt. Dies löste Unbehagen in Unionskreisen aus.
Nach seiner Tätigkeit für die MAZ war er Autor einer Kolumne auf der Meinungsseite der Berliner Tageszeitung Der Tagesspiegel und von Kommentaren bei Deutschlandradio. Darüber hinaus publizierte er in den letzten Jahren in unterschiedlichen überregionalen Zeitungen und Zeitschriften u. a. im Cicero, in der FAZ, in der Welt, in der Zeit, in der Frankfurter Rundschau und in der taz. Vom politischen Magazin Cicero wurde er etwa als „einer der renommiertesten konservativen Publizisten Deutschlands“ vorgestellt.

## Politische Positionen

### Außen- und Sicherheitspolitik
Gauland vertritt den pragmatischen Standpunkt, dass es faktisch keine politisch konservative Außenpolitik gebe, sondern dass diese nur angelehnt an die Interessen eines Landes wie Deutschland entweder richtig oder falsch sein könne. Er verfolge, so Beobachter, eine an nationalen Interessen ausgerichtete Macht- und Realpolitik. Diese stehe zum Teil der Westbindung und der NATO entgegen.

#### Außenpolitisches Positionspapier
Vor der Bundestagswahl 2013 stellte Gauland ein von ihm ausgearbeitetes, sich an die Bündnispolitik Otto von Bismarcks anlehnendes außenpolitisches Positionspapier, das in der Wissenschaft auch „Bismarck-Papier“ genannt wird, vor. Die Vorstellung erfolgte im Rahmen einer Pressekonferenz der AfD, es war jedoch nie Teil des offiziellen Partei- oder Wahlprogramms. Auf einem Parteikonvent im Oktober 2013 ermunterte Gauland die Partei dazu, seine Ausarbeitung in das Parteiprogramm der AfD zu übernehmen und „eigenständig nationale Interessen zu definieren“. Auch Beobachter sehen eine Anschlussfähigkeit an die AfD-Programmatik. Gauland tritt konkret für eine stärkere Betonung nationaler Interessen ein. Allerdings unterstützte er die feste Verankerung Deutschlands in der westlichen Sicherheitsarchitektur der NATO unter Führung der USA. Gleichzeitig forderte er, das Verhältnis zu Russland sorgfältig zu pflegen, da Russland an entscheidenden Wegmarken der deutschen Geschichte positiv Pate gestanden, sich aber nicht immer auf westliche Versprechen habe verlassen können. Er lehnte Auslandseinsätze der Bundeswehr außerhalb des NATO-Gebietes wie in Afghanistan ab, schloss jedoch die Möglichkeit von Interventionen an Europas Peripherie wie in Nordafrika nicht prinzipiell aus, falls deutsche Kerninteressen berührt seien. Einem EU-Beitritt der Türkei erteilt Gauland eine klare Absage: „Nach Auffassung der AfD endet Europa am Bosporus. Mit der Aufnahme der Türkei verlöre Europa seine abendländische Identität.“ Einen Militärschlag gegen die Regierung Assad im Syrischen Bürgerkrieg lehnte Gauland ab. In Bezug auf Bundeskanzlerin Merkels wiederholte Zusicherungen, dass das Existenzrecht Israels Teil der Staatsräson der Bundesrepublik Deutschland sei, wies Gauland darauf hin, dass Deutschland im Konfliktfall weder rechtlich noch strategisch in der Lage sei, derartige Erklärungen tatsächlich „mit Leben zu füllen“.
Laut dem Politikwissenschaftler Marcel Lewandowsky bilde das Papier „die EU-kritische Position der Partei ab“. Es weise „nationalistische Untertöne“ auf, so die Politologin Viola Neu. Laut den Politikwissenschaftlern Gunther Hellmann, Wolfgang Wagner und Rainer Baumann könnten durch Gaulands Vorstoß „anti-französische Ressentiments wieder hoffähig“ werden.

#### Europapolitik
Er meinte 1995, Europa sei „kein opportunistische[r] Begriff“, sondern „deutsche Staatsräson“, weil nationale Interessenpolitik ohne oder gar gegen Europa nicht mehr möglich sei. Deutschland könne nur Wirkung entfalten, indem es innerhalb der Europäischen Union Politik betreibe. Das Festhalten am historisch gewachsenen britischen „Sonderweg“ und damit der gepflegten Distanz zu Kontinentaleuropa sei nicht zeitgemäß. Ein europäischer Föderalismus werde sich aus historischer Erfahrung heraus wegen der immer wieder aufkommenden Nationalismen nicht durchsetzen. Vielmehr habe sich das „europäische Projekt“ spätestens 2005 „erschöpft“. Er sehe auch deswegen den zukünftigen Erweiterungen der Europäischen Union (z. B. um die Türkei) Grenzen gesetzt.

#### Positionen zu Russland und der Ukraine
In einer Rede anlässlich der russischen Annexion der Krim im März 2014 räumte Gauland ein, dass dieses Vorgehen zweifellos ein „völkerrechtswidriger“ Akt sei. Er schob die Behauptung hinterher, „die Legitimität eines Handelns“ könne „anders beurteilt werden als seine Legalität“. Laut Volker Weiß scheint hier der Souveränitätsbegriff des NS-Juristen und Staatstheoretikers Carl Schmitt durch, „wonach sich echte Herrschaft daran zeige, dass sie sich auch über den rechtlichen Rahmen erheben könne“. Putin habe sich, so Gauland, „auf eine alte russische, zaristische Tradition besonnen: das Einsammeln russischer Erde“. Kiew als „Kernzelle des russischen Reiches“ könne Russland ebenso wenig gleichgültig sein wie Sewastopol. Auch wenn man das „in unserer postheroischen Welt“ nicht mehr verstehe, sei es für Russland „noch immer gelebte Realität“. Volker Weiß spricht von einem „Drang des erfahrenen Politikers Gauland, seine Argumentaion mit […] heroischen Mythen anzureichern“. Sanktionen gegen Russland aufgrund der Annexion lehnte Gauland ab.
Der Neuzeithistoriker Heinrich August Winkler äußerte 2014, Gauland sei einer derjenigen Verteidiger Putins, die als „Apologeten der Annexion“ der Krim während des Krieges in der Ukraine seit 2014 mit „völkische[m] Nationalismus“ argumentierten. Die Wissenschaftler Christian Nestler und Jan Rohgalf schrieben 2014, Gauland spiele isolationistischen Strömungen in die Hände. Man könne etwa die EU-Osterweiterung verantwortlich für die Eskalation in der Region machen und sich selbst zum „Hüter des Weltfriedens“ stilisieren.
Mit Bezug zur Festnahme des regimekritischen Bloggers Raman Pratassewitsch und seiner Freundin Sofia Sapega im Mai 2021 nach der erzwungenen Landung von Ryanair-Flug 4978 erklärte Gauland, er unterstütze die Sanktionen der Europäischen Union gegen Belarus.
Im Vorlauf zum russischen Angriff auf die Ukraine nannte Gauland die Berechtigung der Ukraine ihre Bündnisse selbst und souverän wählen zu können ein eher „theoretisches Recht“, es gehe um die geteilte „Identität“ von Ukraine und Russland und das real aufzeigbare Machtverhältnis.
Am 24. Februar 2022 begann der russische Überfall auf die Ukraine. Gauland äußerte am 28. April 2022 im Bundestag: „Russland darf nicht gewinnen – Russland darf auch nicht verlieren.“ Sonst könnte es zur nuklearen Option greifen. Im Februar 2023 forderte Gauland im Bundestag bei der Diskussion eines Antrags der AfD für eine „Friedensinitiative“ es dürfe «diesen Krieg keiner gewinnen», nur «wenn wir das endlich akzeptieren und für eine friedliche Lösung arbeiten, hat der Frieden eine Chance.» Die AfD fordere einen Waffenstillstand und eine graduelle Aufhebung der Sanktionen gegen Russland und eine schrittweise Reduzierung der Waffenhilfe für die Ukraine, im Gegenzug sollten sich die russischen Truppen aus der Ukraine zurückziehen, wobei die besetzten Oblaste Luhansk, Donezk, Saporischschja und Cherson UN-Mandatsgebiete werden sollten. Am 9. Mai 2023 nahm er mit Tino Chrupalla an der Feier des Tags des Sieges in der russischen Botschaft in Berlin teil. Fraktionsintern unterstützt er aus Überzeugung die pro-russischen Positionen des AfD-Fraktionsarbeitskreises Außenpolitik gegen Widerstand von Abgeordneten wie Jürgen Braun, Norbert Kleinwächter oder Rüdiger Lucassen; für Gauland sind die Russen „eine Macht, die gegen die in Westeuropa üblichen Haltungen steht, etwa zum Feminismus. Genauso wie Ungarn. Da gibt es eine gewisse sentimentale Sympathie.“ Anfang 2025, kurz vor der Bundestagswahl, sagte Gauland, dieser Krieg sei falsch und ungerecht, aber es sei nicht „unser Krieg“ und gehe „uns nichts an“. Der ukrainische Staatschef Wolodymyr Selenskyj wolle „uns zur Kriegspartei machen, indem er behauptet, die Ukraine verteidige auch unsere Freiheit“.

#### Positionen zu den USA und zu Israel
Er sieht in dem Beitrag Was von Europa übrig bleibt (2002) die Vereinigten Staaten „als das neue Rom, ein amerikanisches Imperium, das die Welt nach seinen Vorstellungen ordnen möchte und immer weniger geneigt scheint, auf die Interessen, kulturellen Überlieferungen und historischen Traditionen anderer Rücksicht zu nehmen.“ Weiter befürwortet er eine Gleichgewichtspolitik und hält Altbundeskanzler Gerhard Schröder vor, sich gegen den Irakkrieg (2003) aus innenpolitischen und damit dem „Machterhalt dienenden Gründen“ und „nicht aus historischer Kenntnis“ heraus positioniert zu haben. Gauland lehnt das Ziel der Förderung von Demokratie durch die USA, wie sie in der National Security Strategy vom September 2002 (Bush-Doktrin) beschrieben wurde, ab.
Gaulands Forderung nach mehr Konservative[r] Skepsis gegen Amerika (2003) wurde durch den Politischen Soziologen Michael Zöller kritisiert. Zöller hielt die Argumentation Gaulands für paradox. Das, was er vorlege, sei lediglich die „Verteidigung des Status quo“. Gauland rücke für Europa „etwas weniger Freiheit, etwas mehr Staat, weniger individueller Reichtum und mehr soziale Gerechtigkeit“ in den Vordergrund und verbreite unter dem Deckmantel des Realismus altbekannte Vorurteile gegen Amerika.
Der Kommunikationswissenschaftler Tobias Jaecker beurteilte 2014 einige von Gaulands Äußerungen aus den 2000er Jahren – der beispielsweise von einem Anstieg der „Skepsis gegen Amerika“ (Gauland) spreche – als eingebettet in einen „antiamerikanische[n] Diskurs“. So seien Gaulands Aussagen so zu lesen, als wären die US-Amerikaner „geistig beschränkt und engstirnig“ und ein „zusammengewürfeltes Volk ohne eigene Kultur“. Außerdem würden sie – wie er bei Gauland feststellte – „keine ernstzunehmende Geschichte“ haben. Weiterhin problematisiere Gauland den Nahostkonflikt einzig in der „Existenz des Staates Israel und dessen Unterstützung durch Amerika“. Israel sei gar ein „Fremdkörper“ (Gauland).

#### Verteidigungspolitik
In einem Zeitungsbeitrag im Jahr 2012 attestierte er den Deutschen ein „gestörtes Verhältnis zur militärischen Gewalt“, sprach sich für ein Verständnis des Kriegs als „Fortsetzung der Politik mit anderen Mitteln im Sinne von Clausewitz“ aus und konstatierte einen „diffuse[n] Pazifismus“. Der Bundesverwaltungsrichter Dieter Deiseroth schrieb in einem Leserbrief, Gauland negiere „damit das nach den Verbrechen des Zweiten Weltkrieges als historische Errungenschaft der Menschheit in der UN-Charta verankerte Verbot jeder Anwendung militärischer Gewalt in den zwischenstaatlichen Beziehungen.“ Dieser umgehe die verfassungs- und völkerrechtlichen Bestimmungen und ziehe zur Rechtfertigung des Rechtsbruchs die Blut-und-Eisen-Rede Bismarcks heran.

### Innenpolitik

#### Gesellschafts- und Sozialpolitik
In seinen Büchern Was ist Konservatismus? (1991) und Anleitung zum Konservativsein (2002) beschrieb er in Anlehnung an Edmund Burke „den schonende[n] Umgang mit Traditionen [als] die vornehmste konservative Aufgabe“ und führte aus, „was Tempo verlangsamt, den Zerfall aufhält, indem es die Globalisierung einhegt, ist deshalb gut und richtig“. In der derzeitigen Wirtschaftsordnung würden dagegen linke und aufgeklärte Werte vermittelt. Die Globalisierung und damit die Ökonomisierung nahezu aller Lebensbereiche sei eine abzulehnende Abstraktion von Gesellschaftsentwürfen. Das Wissenschaftlerkollektiv Hans-Jürgen Arlt, Wolfgang Kessler und Wolfgang Storz erkennt allerdings bei Gaulands konservativem Ansatz eine größer gewordene Nähe zur politischen Linken.
Gauland arbeitete in seinen theoretischen Überlegungen zwei zukünftige kulturelle Milieus heraus, auf der einen Seite ein „liberal-individualistisches“ und auf der anderen ein „wertkonservatives“. Bei dem von Gauland präferierten Modell handle es sich um einen zeitgemäßen, „konstruktive[n] Konservatismus“ (Gauland), der nicht auf deutschnationale Identifikationen und die überwundene Vormoderne zurückfallen dürfe, vielmehr müssten Traditionen neu geordnet werden. Dafür wurde er zum Teil von konservativer Seite kritisiert, so hielt ihm der Historiker Hans-Christof Kraus „mangelnde[s] Differenzierungsvermögen“ im Umgang mit dem Konservatismus vor. Gauland versuche die Konservative Revolution der 1920er Jahre als ausschließlich fehlgeleitet darzustellen. Ganz im Gegenteil habe es in Anschluss an die Befreiungskriege keine Abkehr des Konservatismus vom „Westen“ gegeben. Für die Politische Soziologin Karin Priester (2007) „flüchtet [Gauland] auf eine Metaebene“. Diese stütze sich auf „Anthropologie, Philosophie oder Theologie“ und lässt sozialhistorische Fragestellungen außer Acht. Sie prognostizierte einen aufkommenden Positionierungszwang des Konservatismus, der eher dem „Gang ins Volk“ aus habituellen Gründen ablehnend gegenüber stehe, zum Populismus.

#### Positionen zu einzelnen Parteien
Gauland ist nach Einschätzung der Politikwissenschaftler Franz Walter, Christian Werwath und Oliver D’Antonio unzufrieden mit den konkreten Ergebnissen der durch Bundeskanzler Helmut Kohl versprochenen „geistig-moralischen Wende“ der 1980er Jahre. Infolgedessen kritisierte er den zunehmenden Verlust des konservativen Profils der CDU. Insbesondere die Nationalkonservativen seien seit dem Ende des Warschauer Paktes fast vollkommen ausgestorben. Die vermeintliche „Sozialdemokratisierung“ der CDU sieht er als bewusste Ausrichtung der Parteispitze um Angela Merkel (seit 2000), die zum Erfolgsfaktor bei Wahlen wurde. Bürgerlich-konservative Parteien könnten aber langfristig nur dann bestehen, wenn sie auch ein soziales Profil hätten, so Gauland. Die Entwicklung sei die spiegelbildliche Entwicklung der Gesellschaft und damit „Ausdruck der Konsensdemokratie und des Sicherheitsbedürfnisses“. Der Zeithistoriker und Politikwissenschaftler Arnulf Baring glaubt, dass Gauland für eine wertkonservative und soziale CDU einstand.
Zum Verhältnis der Union zu Bündnis 90/Die Grünen (siehe Gesprächskreis Pizza-Connection) befürwortete Gauland einen „Wandel durch Annäherung“ und spielte so auf das wertkonservative Milieu der in seinen Augen verbürgerlichten grünen Partei an. In einer Rezension von 1992 ließ er wissen: „An dem neuen Buch von Joschka Fischer ärgert mich am meisten, daß ich fast mit jedem Satz übereinstimme. Es ist richtig, daß der Sozialismus ein großer Irrtum war und in der früheren Sowjetunion ein riesiges Beinhaus hinterlassen hat. […] Es ist ebenfalls richtig, daß der Ursprung all dessen schon in der Marxschen Theorie liegt, die fast zwangsläufig Geheimpolizei und Terror hervorbringen mußte. Es ist auch richtig, daß Rußland ohne dieses fürchterliche Experiment heute wahrscheinlich ein entwickeltes Industrieland wäre. Und natürlich hat Joschka Fischer recht, wenn er feststellt, daß das kapitalistische Modell dem sozialistischen überlegen ist. […] Und natürlich kann man sich mit dem Schlußzitat von Manès Sperber identifizieren, daß es künftig notwendig sein wird, ‚außerhalb des Absoluten und gegen das Absolute zu leben‘.“
Er attestierte hingegen dem sozialdemokratischen Altbundeskanzler Gerhard Schröder einen aufstiegsorientierten Karrierismus, ohne dabei ein Gesellschaftskonzept angeboten zu haben. Der Politologe und Publizist Albrecht von Lucke kommentierte: „Eine erstaunliche Allianz vom konservativen Publizisten Alexander Gauland bis zum sozialdemokratischen Professor Franz Walter empfiehlt […] der SPD, sich auf ihre Tradition als Staatspartei zu besinnen“. Den ehemaligen Bundesverfassungsrichter und Publizisten Udo Di Fabio bezeichnete Gauland als „Wendephilosophen“, dessen „geistige Standortbestimmung für die Ausgangslage der Großen Koalition […] kaum zu überschätzen“ sei. Dem hielt der Wirtschaftsjournalist und -publizist Rainer Hank entgegen, dass wohl nur „Menschen in Deutschland, die auf einen Ausweg aus der Stagnation“ hofften, Di Fabio als „Chefdenker“ begreifen würden.
Gauland stellt in weiteren Überlegungen eine zunehmende Diskrepanz zwischen Eliten aus Politik und Wirtschaft auf der einen Seite und der Bevölkerung auf der anderen Seite fest. In der Politik seien Manager, freie Berufe und andere nicht erwünscht, vielmehr bilde sie eine „Geschlossene Gesellschaft“. Bereits 1991 forderte er ein, dass sich „die gesellschaftliche Zusammensetzung der classe politique ändern“ müsse. Dies sei zwingend notwendig, um die Demokratie auf Dauer stabilisieren zu können.

#### Kultur- und Bildungspolitik
Er bemerkte zur 2000 angestoßenen Debatte um die „deutsche Leitkultur“, dass Deutschland Schwierigkeiten mit der Anerkennung von kulturell-historischen Unterschieden hätte. Aufgrund seiner „späte[n] Geburt“ und mangelnder nationaler Überlieferung sei sie letztlich eine „Gesellschaft ohne Selbstvertrauen“. Die Soziologin Eunike Piwoni attestierte ihm mit etwa Georg Paul Hefty, Jörg Schönbohm und Thomas Goppel ein „[e]uropäisch-kulturnationales Verständnis in Verbindung mit staatsbürgerlichem Nationalverständnis“. Dieses stehe anderen Überlegungen, die eher auf Verfassungspatriotismus und Vaterlandsliebe abzielen, gegenüber.
Gauland kritisiert die Symbolik im modernen Deutschland, die im Vergleich zum Vereinigten Königreich defizitär sei. Der Kulturpolitiker Hilmar Hoffmann konstatierte, dass er „jene historische Gewißheit, daß in den von sozialen Gegensätzen geprägten Gesellschaften von ehedem solche Symbole nicht für alle gültig waren noch von allen akzeptiert gewesen sein dürften“, ignoriere. Die Rechtsextremismusexperten Friedrich Paul Heller und Anton Maegerle bejahten Gaulands Zustandsanalyse, hielten der Wertung aber entgegen, dass „Symbolik und Rechtsextremismus eben dort entstanden, wo Bärenfellmützen [die Briten] sie angeblich binden“. In einem Artikel von 2001 unterstrich Gauland in Anbetracht der Ereignisse in den USA die Bedeutung von europäischen Kulturtheoretikern wie Martin Heidegger, Oswald Spengler und Arnold J. Toynbee und warb mit: „Mythendeuter werden wieder gebraucht!“ Später beklagte er, dass darüber hinaus Denker wie Gottfried Benn, Ernst Jünger und Hans Sedlmayr und andere heute als reaktionär gelten würden. Der moderne Mensch brauche in Zeiten der Globalisierung „kulturelle Verdauungsmöglichkeiten“, so Gauland.
In einem Welt-Kommentar griff der Schriftsteller Rolf Schneider Gaulands Essay Zweifel an der Moderne (2007) auf. Er kritisierte, dass Gauland darin die „kulturelle und politische Moderne“ vermenge. Gauland, so Schneider, lehne die Moderne Kunst fundamental aufgrund vermeintlich falschen Fortschrittsglaubens und Totalitarismus ab. Dabei ziehe er aber den Wiener Kunsthistoriker Hans Sedlmayr als „Kronzeugen“ heran, der mit den Nationalsozialisten im Kampf gegen die „Entartete Kunst“ konform gegangen war. Unterstützung erhielt Gauland vom politischen Publizisten und Politologen Felix Dirsch, der bei Gauland sehr wohl Unterscheidungsvermögen zwischen „antihumanistischen“ und „nationalsozialistischen“ Positionen erkennen konnte. Dem Literaturkritiker Stephan Reinhardt missfiel an anderer Stelle, dass Gauland „Mosebachs bizarr-reaktionärer Refeudalisierung“ sekundierte und die Französische Revolution für eine vermeintlich intolerante und menschenverachtende Moderne verantwortlich machte.
Das Ziel, über Bildung eine Angleichung der Lebensverhältnisse zu erreichen, lasse sich nur bedingt verwirklichen, so Gauland. Er fordert neben der seiner Ansicht nach (und zu seinem eigenen Missfallen) immer mehr in den Hintergrund tretenden „christliche[n] Moral“ neue, über das „sozialistische Heilsversprechen“ hinausgehende Lösungsansätze für vom Bildungswesen nicht erreichte Personen. Nach Meinung des Politikwissenschaftlers Franz Walter erkenne er die „neosozialdemokratische Chimäre von der nivellierten Chancengesellschaft“.

#### Erinnerungspolitik
Auf einem „Kyffhäuser-Treffen“ der AfD im September 2017 in Thüringen forderte Gauland einen Schlussstrich unter die Zeit des Nationalsozialismus. Gauland vertrat die Ansicht, wenn die Franzosen „zu Recht stolz auf ihren Kaiser“ seien und „die Briten auf Nelson und Churchill“, dann hätten Deutsche „das Recht, stolz zu sein auf Leistungen deutscher Soldaten in zwei Weltkriegen“. Auf Kritik reagierend erklärte Gauland nachfolgend, damit nichts anderes gesagt zu haben als Frankreichs damaliger Präsident François Mitterrand in einer Rede am 8. Mai 1995, wobei diese Interpretation von verschiedener Seite als falsch kritisiert wurde. Der Sozialwissenschaftler Samuel Salzborn stellte fest, dass Gauland damit „für eine vollständige Umdrehung des Täter-Opfer-Verhältnisses“ eingetreten sei und „eine der zentralen Institutionen des antisemitischen Vernichtungskrieges, die deutsche Wehrmacht, mit den Alliierten Armeen gleichsetze, die im Unterschied zu den Deutschen keinen Vernichtungskrieg geführt haben, sondern die deutsche Wehrmacht davon abgehalten haben, noch mehr Menschen zu ermorden“. Der Literaturwissenschaftler Heinrich Detering bestritt die „logische Zwangsläufigkeit“ des Empfindens von Stolz unter verschiedenen Nationen, die Gauland hier unterstelle, und fragte andersherum, wenn, wie Gauland argumentiere, die Engländer stolz auf Lord Nelson seien, warum sollten „wir Deutschen dann nicht stolz sein auf, beispielsweise, Angela Merkel?“ Des Weiteren sei auffällig, dass Gaulands Vergleich dreier Personen mit einem „Abstraktum“, nämlich einer „Gesamtheit“, geradezu asymmetrisch sei: Symmetrisch wäre die Formulierung entweder, wenn auf der einen Seite die britische Armee stünde und auf der anderen Seite die deutsche Wehrmacht (was heißen würde, „dass die Leistungen in der Niederschlagung des Nationalsozialismus ebenso bewunderungswürdig seien wie die Taten der Kämpfer für den Nationalsozialismus selbst“), oder wenn die Oberbefehlshaber – auf der einen Seite Winston Churchill und auf der anderen Adolf Hitler – verglichen würden. Die damalige Bundessprecherin Frauke Petry äußerte in einem Interview mit der Leipziger Volkszeitung Verständnis dafür, „wenn die Wähler entsetzt“ seien wegen solcher Äußerungen, was das Blatt als Distanzierung zu Gauland bewertete.

Anfang Juni 2018 sorgte Gaulands Äußerung auf dem Bundeskongress der AfD-Nachwuchsorganisation Junge Alternative für Deutschland (JA) im Rahmen eines Vortrags, Hitler und der Nationalsozialismus seien in 1000 Jahren deutscher Geschichte nur ein „Vogelschiss“, bei Journalisten, politischen Gegnern ebenso wie bei einigen Parteigenossen für Kritik und Empörung. Gauland hatte hinzugefügt: „Nur wer sich zur Geschichte bekennt, hat die Kraft, die Zukunft zu gestalten […] Ja, wir bekennen uns zur Verantwortung für die zwölf Jahre […] Wir haben eine ruhmreiche Geschichte – und die, liebe Freunde, dauerte länger als die verdammten zwölf Jahre.“ Der Journalist Peter Huth von der Welt bezweifelte, dass Gauland provozieren wollte, und vermutete, „dass er exakt meint, was er sagt“, das mache es so schlimm. Laut Eva Thöne vom Spiegel relativierte Gauland damit auch „die basalsten Strukturen des Zusammenlebens im Nachkriegsdeutschland, die eben nicht von den Jahrtausenden davor, sondern vor allem direkt durch die Erfahrungen der Nazi-Zeit geprägt wurden.“ Die CDU-Generalsekretärin Annegret Kramp-Karrenbauer bezeichnete es als „Schlag ins Gesicht der Opfer und eine solche Relativierung auch dessen, was in deutschem Namen passiert ist“. SPD-Generalsekretär Lars Klingbeil sah in Gaulands Worten eine „erschreckende Verharmlosung des Nationalsozialismus“. Der Grünen-Vorsitzende Robert Habeck erklärte dazu, Sätze wie dieser seien „System“; die „Kurve der AfD von eurokritisch über ausländerfeindlich zu völkisch“ sei „steil und abschüssig“. Das Internationale Auschwitz Komitee nannte die „kühl kalkulierten und hetzerischen Aussagen Gaulands nur noch widerlich“.
Auch aus Teilen der AfD kam Kritik: Der Bundestagsabgeordnete Uwe Witt twitterte „Der größte Massenmörder Deutschlands, Hitler, ist beileibe kein Vogelschiss!“ und entschuldigte sich „als Politiker der AfD bei allen jüdischen Mitbürgern und den Opfern des Naziregimes sowie deren Familien für diese unglaubliche Bagatellisierung durch unseren Parteivorsitzenden“. Die parteiinterne Gruppierung Alternative Mitte forderte eine öffentliche Entschuldigung Gaulands: „Einem Politiker, der über ein Mindestmaß an Fingerspitzengefühl und Verantwortungsbewusstsein für unsere Geschichte verfügt, darf das nicht passieren“. Der Vorsitzende der Jungen Alternative Damian Lohr erklärte, er selbst hätte sich nicht so ausgedrückt und sei „grundsätzlich dagegen, über Geschichte zu reden, auch wenn wir natürlich die Gedenkkultur beibehalten wollen.“ Notwendige Veränderung in Deutschland und Europa erreiche man nicht mit Seminaren über die Vergangenheit. Gaulands Co-Vorsitzender Jörg Meuthen distanzierte sich, nahm ihn jedoch auch in Schutz: Die Äußerung sei „ausgesprochen unglücklich und die Wortwahl unangemessen“, aber im Kontext der Rede werde „deutlich, dass er dort in gar keiner Weise die entsetzlichen Greueltaten der Nazizeit verharmlost oder relativiert hat, wie ihm nun reflexartig unterstellt wird“. Der thüringische AfD-Vorsitzende Björn Höcke bezeichnete Gaulands Kritiker als „Hypermoralisten“ und „Ober-Phrasendrescher“. Wer wie diese dafür gesorgt habe, dass die „Sozialversicherungssysteme zur Plünderung freigegeben“ würden und die innere Sicherheit zerfalle, und „zumindest indirekt“ dafür verantwortlich sei, dass „unsere Töchter und unsere Frauen angemacht, vergewaltigt und getötet“ würden, habe jedes Recht verwirkt, sich moralisch über AfD-Politiker zu äußern. Gauland selbst erklärte später, er habe „eine der verachtungsvollsten Charakterisierungen“ verwendet, die die deutsche Sprache kenne. Das könne „niemals eine Verhöhnung der Opfer dieses verbrecherischen Systems sein.“ Die Politikwissenschaftler Lars Rensmann und Nikolai Schreiter schrieben 2025: 

„Der Vogelschiss kommt aus heiterem Himmel und beschmutzt unvorhersehbar und unverschuldet die weiße Weste der Deutschen. Diese erscheinen also, außer Hitler und ein paar Nazis, schon zur NS-Zeit als unschuldig. Und die heutigen Deutschen hätten diesem Bild zufolge die unangenehme und ungerechte Aufgabe, den Fleck, den der Schiss wie zufällig auf ihnen hinterlassen habe, wegzuputzen: Einen Schlussstrich zu ziehen.“

Anfang Mai 2020 bat das Redaktionsnetzwerk Deutschland mehrere deutsche Politiker um Stellungnahmen zu einer Initiative der Holocaust-Überlebenden Esther Bejarano, den 8. Mai, also den Jahrestag des Kriegsendes und der NS-Herrschaft 1945, zum allgemeinen Feiertag zu machen. Gauland erwiderte darauf: „Man kann den 8. Mai nicht zum Glückstag für Deutschland machen. (…) Für die KZ-Insassen ist er ein Tag der Befreiung gewesen. Aber es war auch ein Tag der absoluten Niederlage, ein Tag des Verlustes von großen Teilen Deutschlands und des Verlustes von Gestaltungsmöglichkeit.“ Seine ablehnende Haltung wurde stark kritisiert, unter anderem von Cem Özdemir, Jan Korte und Lars Klingbeil. Menschen wie Gauland sollten in Deutschland „nie wieder Gestaltungsmöglichkeiten bek[omm]en“. Michael Kraske merkte an, dass Gauland „für die Bewertung des historischen Tages in der demokratischen Gegenwart die Gefühle jener Kriegsgeneration zum Maßstab“ erklärt habe. Es sei jedoch nicht das „in Deutschland vorherrschende Gefühl am Ende des NS-Regimes […] entscheidend, sondern unsere eigene reflektierte und aufgeklärte Bewertung“. Kraske kritisierte auch Gaulands Bemerkung, der 8. Mai 1945 habe einen Verlust von „Gestaltungsmöglichkeit“ bedeutet, und erinnerte daran, dass bis dahin „in Deutschland ausschließlich Nazis gestalten“ konnten.

### Justiz- und Religionspolitik
Gauland hält die politische Partizipation des zivilen Ungehorsams im weiteren Sinne (siehe Daniel Cohn-Bendit) für ein nicht brauchbares Kriterium für den Widerstand gegen die Staatsgewalt. Er spricht sich eher für das Mittel Legalität gegen Illegalität aus.
Er stand der Verlegung der Bundeshauptstadt von Bonn nach Berlin (siehe Hauptstadtbeschluss) kritisch gegenüber. Nach Meinung des Politikwissenschaftlers und Publizisten Tilman Fichter führte Gauland aufgrund von „katholisch-konservativen Vorbehalte[n] gegen Berlin“ publizistisch eine Art „Kulturkampf“. Für ihn schien die alte Bundesrepublik untergegangen, so Eckhard Jesse.
Gauland erkannte im Zuge der medialen Berichterstattung über den Missbrauchsskandal in der katholischen Kirche (2010) eine neue „Kultur des Verdachtes und ideologische Scheuklappen, die aus jahrhundertealten Kämpfen resultieren und geradezu reflexartig ausgefahren werden, wenn die alten Schützengräben wieder benutzbar erscheinen“.

#### Positionen zum Islam
2001 sagte Gauland, mit dem Islam stehe „uns nach der Säkularisierung des Westens […] die letzte große geschlossene geistige Kraft gegenüber, die wir in ihrem Eigenwert respektieren und der wir ein Recht auf autonome Gestaltung ihres Andersseins zugestehen müssen“. Der Literaturwissenschaftler und Publizist Richard Herzinger versteht Gauland als einen konservativen Kulturpessimisten.
Er begrüßte „triumphierend“, so der Religionswissenschaftler Michael Blume, zustimmende Meinungsumfragen zu Thilo Sarrazins gesellschaftlichen Thesen. So sprach Gauland in einem Beitrag von „Gegenöffentlichkeit“ und „Abgehobenheit der Eliten“. Der Politik- und Medienwissenschaftler Kai Hafez verortet Gauland eher auf Seiten der „gesellschaftlichen Islamophobie als auf der der multikulturellen Anerkennung“. Ferner unterstütze Gauland im Umgang mit dem Islam den sogenannten „Volkswillen“, was jedoch – so Hafez – nicht zur „Gleichberechtigung von Muslimen“ führen könne. Gauland, bereits Mitglied der AfD, zeigte Ende 2014 Verständnis für die Dresdner „PEGIDA“-Demonstranten. Er sehe die Partei als „ganz natürlichen Verbündeten dieser Bewegung“ an.
In einem Interview mit der Jungen Freiheit äußerte Gauland, dass die AfD „keine christliche Partei“ sei, sondern eine „deutsche Partei“, die die „kulturelle Tradition“ gegen eine „raumfremde Einwanderung“, die „vom Islam ausgehe“, verteidige. Er verwende „den Begriff ‚Abendland‘ als Abgrenzung zum Islam“. „Mit dem Sieg über die Türken vor Wien 1683“ habe man „eine klare Trennung zwischen dem Abendland und den osmanisch-muslimisch besetzten Territorien bekommen“.
Im Zuge von Versuchen einiger AfD-Bundestagsabgeordneter, für stärkere Handelsbeziehungen mit dem Iran zu werben – ungeachtet des gewaltsamen Vorgehens der iranischen Regierung gegen Opposition und Protestierende –, sagte Gauland Ende 2022 der Welt, „Islam und Islamismus“ seien zwar „kein Teil von Deutschland, aber natürlich Teil vieler anderer Staaten“ – da habe man „nicht einzugreifen oder unmittelbar in diesen Ländern Gegenposition zu beziehen“.

#### Positionen zum Judentum
Ein Beitrag Gaulands in der Frankfurter Allgemeinen Sonntagszeitung zum Thema Juden in unserer Gesellschaft noch immer ein Tabu (2000), in dem er zunächst positiv auf den konservativen britischen Staatsmann Benjamin Disraeli (einen Konvertiten zum anglikanischen Christentum) zu sprechen kam, rief beim Tribüne-Autor Heiner Otto Kritik hervor. Gauland bezeichnete den Vizepräsidenten des Zentralrates der Juden in Deutschland, Michel Friedman, als möglichen Vorwand für wachsenden Antisemitismus in unserer Gesellschaft. Seine einleitenden Worte, Friedman sei „aufreizend gut gekleidet“, bedienten typische Stereotype vom „reichen“ Juden. Dies arbeite dem Antisemitismus zu, so Otto. Der Erziehungswissenschaftler Benjamin Ortmeyer, Vorstandsmitglied der Gewerkschaft Erziehung und Wissenschaft, befand in einem Leserbrief, dass Gaulands Artikel „unbegründete und falsche antisemitische Stereotype“ verbreite.
2014 sagte Gauland anlässlich antisemitischer Ausschreitungen von Muslimen während anti-israelischer Demonstrationen: „Wieder einmal zeigt sich, dass multikulturelle Träume an der Wirklichkeit zerschellen, wenn der Hass stärker ist als die integrierenden Tendenzen der aufnehmenden Gesellschaft.“ Man müsse diesem Hass entgegentreten „und klar zwischen erlaubtem Protest gegen Israel einerseits und menschenfeindlichem Antisemitismus andererseits […] unterscheiden“. Grimm/Kahmann bezeichnen solche Kritik am Antisemitismus unter Muslimen und Einwanderern als „dann instrumentell und nicht Gegenstand ernstzunehmender Reflexionen, wenn sie primär der moralischen Begründung einer migrationsfeindlichen und nationalistischen Politik dient, die die Zuwanderung von Menschen aus islamischen Ländern pauschal verbieten möchte“. So werde Antisemitismuskritik „gegen ein modernes Staatsbürgerschaftsrecht und eine moderne Einwanderungspolitik“ ausgespielt, wobei gleichzeitig kaum eine der anderen Formen des Antisemitismus in der Gesellschaft problematisiert werde.

### Wirtschafts- und Umweltpolitik
In wirtschaftlichen Fragen streicht Gauland heraus, dass „Konsens“ und „Stabilität“ wichtige Pfeiler der sozialen Marktwirtschaft deutscher Prägung seien. Deutschland habe sich nie mit den politischen Ansätzen von Margaret Thatcher und Ronald Reagan gemein gemacht. Der Politologe Falk Illing kritisierte Gaulands undifferenzierte Argumentation im Zuge der Subprime-Krise, der seinerzeit die Selbstregulierungskraft des Marktes in Frage stellte und die Theorie von Adam Smith als „unchristlich“ und „ungerecht“ anprangerte. Gauland bewege sich auf einer ähnlichen Argumentationslinie wie der österreichische Ökonom Walter Ötsch.
Den Wissenschaftsjournalisten Dirk Maxeiner und Michael Miersch zufolge, die zum Fortschrittspessimismus arbeiteten, bediene sich Gauland „aus dem grünen und linken Spektrum“. Er adaptiere in Teilen den Ökologismus und mache sich den Antikapitalismus zu eigen. Gauland setze auf die Kirche und Umweltverbände „als letzte Hüter deutscher Identität“. Das Kapital sei die „neue Linke“, so Gauland, und dessen Schlagwörter „Flexibilisierung, Innovation und Deregulierung“ würden komplett zerstörend wirken. Nach dem Neuzeithistoriker Paul Nolte (2015) sei Gaulands Konservatismus gar gegen die Marktwirtschaft an sich gerichtet.
Gauland bestreitet, dass es einen menschengemachten, durch Kohlendioxid-Ausstoß verursachten Klimawandel gibt. 2019 bekräftigte Gauland den Widerstand seiner Partei gegen Klimaschutzmaßnahmen und bezeichnete die „Kritik an der sogenannten Klimaschutzpolitik […] nach dem Euro und der Zuwanderung [als] das dritte große Thema für die AfD“.

### Weitere Kontroversen
In einem Beitrag (Das politisch korrekte Deutschland, 2012) für den Tagesspiegel kritisierte Gauland, dass „vom Mainstream abweichende Positionen ins moralische Aus“ gedrängt würden. Er führte exemplarisch die Themen Frauenquote, Klimawandel, Thesen des Erfolgsbuchautors Thilo Sarrazin, Zuwanderung aus anderen Kulturkreisen und Deutschland im Zweiten Weltkrieg an. Nach dem Sozialwissenschaftler Alexander Häusler vom Forschungsschwerpunkt Rechtsextremismus/Neonazismus kann der Artikel als Vorlage für Sarrazins Buch Der neue Tugendterror (2014) gelesen werden, zumal Sarrazin direkten Bezug darauf nimmt. Häusler attestierte Gauland zum einen Realitätsferne, zum anderen verbreite er „Grundaussagen rechtsgesinnter Kampfansagen gegen eine angebliche ‚political correctness‘“, wie sie auch seit Jahren „kampagnenförmig“ in der Jungen Freiheit anzutreffen seien.
Während der Hohmann-Affäre (2003) vertrat Gauland: „Die Briefe, Anrufe und Mails im Internet-Forum der CDU zu Hohmann sollten uns warnen: Es reicht nicht zu sagen, der Mann hat keinen Platz in unseren Reihen, man muss auch begründen, warum in Deutschland einer wie Hohmann keine zweite Chance bekommt, während Michel Friedman die seine bereits nutzt.“ Für den Publizisten Jörg Lau bedienten sich Alexander Gauland, Konrad Adam und Karl Kardinal Lehmann des Arguments der Meinungsfreiheit, „als ginge es darum unterdrückten Wahrheiten ans Licht zu helfen, die man […] aus Gründen der politischen Korrektheit nicht sagen dürfe“. Ähnlich gelagert stand er dem Schriftsteller Martin Mosebach und der Moderatorin Eva Herman bei, so der Historiker Wolfgang Wippermann in einer Abhandlung über die „schweigende Mehrheit“. Gauland habe Letztere unterstützt mit: „Man mag von [ihren] intellektuellen Fähigkeiten und ihrer Einschätzung der Familienpolitik zwischen 1933 und 1945 halten was man will, ihr Ausschluss aus einer öffentlichen Fernsehdiskussion war ein Armutszeugnis für den Anspruch, ihr zu widersprechen und sie zu korrigieren.“
Von der Frankfurter Allgemeinen Sonntagszeitung (FAS) zitierte Aussagen Gaulands zur deutschen Fußballnationalmannschaft und zum Nationalspieler Jérôme Boateng im Mai und Juni 2016 wurden breit in der Presse rezipiert und kommentiert: Der Historiker Andreas Wirsching, Direktor des Münchner Instituts für Zeitgeschichte (IfZ), sieht hinter dem Urteil, dass die Nationalmannschaft „schon lange nicht mehr deutsch“ sei, „latent völkische Intentionen“. Die Kommunikationswissenschaftlerin Margreth Lünenborg betrachtete den medialen Diskurs um das Zitat „Die Leute finden ihn als Fußballspieler gut. Aber sie wollen einen Boateng nicht als Nachbarn haben.“ vor allem als „unglaublichen Medienhype“ bzw. „perfekte PR-Strategie“ der AfD, nach der gezielt solche Äußerungen in die Presse lanciert werden, die Moral Panic und damit eine große Öffentlichkeit erzeugen.
Gauland selbst erklärte in einem Schreiben an die AfD-Mitglieder, das Gespräch mit den FAS-Redakteuren sei ein als vertraulich klassifiziertes Hintergrundgespräch gewesen, in dem es unter anderem um den „ungebremsten Zustrom raum- und kulturfremder Menschen nach Deutschland“ gegangen sei. Er könne nicht mehr sagen, wer zuerst den Namen Boateng genannt habe, glaube jedoch, es sei einer der Redakteure gewesen, da ihm der Name wie auch der Fußballsport weitgehend fremd seien. Er habe „an keiner Stelle ein Werturteil über Jérôme Boateng abgegeben, den ich bis dato gar nicht kannte“. Anders als abgemacht habe man ihm vor der Veröffentlichung keine Zitate zur Autorisierung vorgelegt. Ihm sei es darum gegangen, Gefühle zu beschreiben, „die wir alle überall in unserer Nachbarschaft wahrnehmen und die sich nicht dadurch vermindern, dass wir sie heuchlerisch nicht zur Kenntnis nehmen“. Klaus D. Minhardt, Chef des Landesverbands Berlin-Brandenburg des Deutschen Journalisten-Verbands (DJV-BB), kritisierte das Vorgehen der FAS-Redakteure und warf ihnen Sensationslust und einen Jagdinstinkt vor, der sich auf unlautere Weise gegen die AfD richte. Der Vorwurf der Lügenpresse gründe sich auf solche voreingenommene Berichterstattung. Jede „Hetzjagd“ auf die AfD würde deren Umfragewerte verbessern. Der Dachverband DJV distanzierte sich von Minhardts Aussagen.
Im Januar 2016 äußerte Gauland in Bezug auf die nationalkonservative polnische Regierung, es sei „die Sache der Polen, zu entscheiden, wie viele Flüchtlinge sie in ihrem Volkskörper haben wollen“. Marc Grimm und Bodo Kahmann stellen dazu fest, dass Gauland sich durch die Verwendung des Begriffs „Volkskörper“ eines der „zentrale[n] Deutungsmuster eines radikalen Rechtsnationalismus zu eigen“ gemacht habe.
Im Herbst 2016 äußerte Gauland in einem Gespräch mit dem rechten Magazin Compact über die rechtsextreme Identitäre Bewegung, er erwarte, „dass Menschen, die wie die AfD denken, auch bei uns mitmachen“. Daher sehe er „überhaupt nicht ein, warum wir mit der Identitären Bewegung zusammenarbeiten sollten, denn die können alle zu uns kommen“. Die Besetzung des Brandenburger Tors in Berlin durch Aktivisten der Identitären Bewegung Ende August 2016 lehnte Gauland ab, denn er wolle nicht, dass „das Symbol der deutschen Geschichte in irgendwelcher Weise für irgendwelche Politik missbraucht wird“.
Am 26. August 2017 ging Alexander Gauland die damalige Migrationsbeauftragte Aydan Özoğuz auf einer Wahlkampfveranstaltung in Leinefelde-Worbis öffentlich an. Er äußerte, dass Özoğuz im Mai 2017 zur Debatte um eine deutsche Leitkultur geäußert habe, dass eine „spezifisch deutsche Kultur […], jenseits der Sprache, schlicht nicht identifizierbar“ sei. Dies vorausgeschickt erklärte er:

„Das sagt eine Deutsch-Türkin. Ladet sie mal ins Eichsfeld ein und sagt ihr dann, was spezifisch deutsche Kultur ist. Danach kommt sie hier nie wieder her und wir werden sie dann auch, Gott sei Dank, in Anatolien entsorgen können.“

Dem „Tagesspiegel“ antwortete er später, er könne sich nicht erinnern, ob er den Begriff „entsorgen“ benutzt habe. Gauland bekräftigte jedoch, dass, wer wie „Özoguz sage, dass das Zusammenleben in Deutschland jeden Tag neu ausgehandelt werden müsse“, „zurück nach Anatolien“ gehöre. Auch gegenüber der Jungen Freiheit beharrte er darauf, dass Özoguz nichts in Deutschland verloren habe. Eine Woche nach seiner Äußerung hatte er auf einer Wahlkampfveranstaltung in Pforzheim gesagt, er habe „eigentlich nur Frau Özoğuz einen längeren Urlaub in einem Land empfohlen, wo sie offensichtlich mehr von der Kultur versteht“. Führende Bundespolitiker kritisierten ihn für die Nutzung des Begriffs „entsorgen“ heftig. Die Staatsanwaltschaft Mühlhausen nahm angesichts der Äußerung von Amts wegen Vorermittlungen aufgrund des Verdachts der Volksverhetzung auf. Am 17. Mai 2018 gab sie bekannt, mangels hinreichenden Tatverdachts von der Einleitung eines förmlichen Ermittlungsverfahrens abzusehen. Die Äußerung Gaulands sei vom Grundrecht auf Meinungsfreiheit gedeckt. Für eine juristische Bewertung sei sie „in den Kontext zu stellen und zu interpretieren“: Gauland habe auf eine Aussage von Özoğuz reagiert, wonach eine spezifisch deutsche Kultur jenseits der Sprache nicht auszumachen sei. Damit habe sich Gauland im Rahmen der öffentlichen Meinungsbildung und „nicht aus privaten Interessen“ in einer speziellen Wahlkampfsituation geäußert, was zu berücksichtigen gewesen sei. Der Germanist und Literaturwissenschaftler Heinrich Detering stellte die Frage, welches „Spezifikum der spezifisch deutschen Kultur […] hier Frau Özoğuz vermittelt werden“ solle und weshalb sie danach „nie wieder her“ käme bzw. „welcher Art“ diese Vermittlung sei, „wenn die Adressatin anschließend ‚entsorgt‘ werden“ müsse. Er bescheinigte Gauland, einen „schlecht verkleidete[n] Jargon von Gangstern“ zu benutzen. Patrick Bahners sah als Ziel Gaulands, den Angriff auf Özoğuz „als Akt der Notwehr“ erscheinen zu lassen, „das Ungalante und Unappetitliche daran als unvermeidlichen Notwehrexzess“, da nach Ansicht der AfD von Özoğuz und denen, die ihre Ansicht teilten, „eine existentielle Gefahr für Deutschland“ ausgeht. Zudem hatte Gauland vor seiner Rede im Eichsfeld in einem Interview mit der Weltwoche unzutreffend behauptet, Özoğuz habe gesagt, „sie könne jenseits der Sprache keine Kultur in Deutschland feststellen“. In Wirklichkeit hatte Özoğuz gesagt, Eigenheiten einer spezifisch deutschen Kultur – im Unterschied zu anderen Ländern – ließen sich nicht „identifizieren“, womit sie sich laut Bahners auch „nicht mit der Eindeutigkeit bestimmen [lassen], die für den volkspädagogischen Zweck eines Leitkultur-Katalogs nötig wäre“. Gauland habe jedoch so getan, „als hätte sie nicht von der Schwierigkeit gesprochen, einen Gegenstand hinreichend genau zu erkennen, sondern geleugnet, dass es diesen Gegenstand gibt“.
Anfang Juni 2018 sagte Gauland in einem Interview mit der FAZ: „Wir versuchen, die Grenzen des Sagbaren auszuweiten.“ Der Publizist Roger de Weck meinte dazu, mit diesen Worten habe Gauland „die weltweite Strategie der Neuen Rechten auf den Punkt [gebracht], Menschenverachtung salonfähig zu machen: eine reaktionäre Normalität herzustellen“.
Wenige Wochen nach seiner umstrittenen „Vogelschiss“-Rede zog Gauland auf dem Augsburger AfD-Parteitag Ende Juni 2018 einen impliziten Vergleich zwischen Adolf Hitler und Bundeskanzlerin Merkel. Er sagte, Merkel sei mit Russland, Großbritannien, den USA, Italien und weiteren Staaten verfeindet, und fügte hinzu: „Der letzte deutsche Regierungschef, der eine solche Feindkonstellation gegen sich aufgebracht hat, … Nein, lassen wir das lieber.“ Anschließend sagte er, er habe niemanden verglichen. Nachdem er bereits 2017 von einem sogenannten Bevölkerungsaustausch, der „auf Hochtouren laufe“, gesprochen hatte, benutzte er in dieser Parteitagsrede erneut den außerhalb rechter Kreise als Verschwörungstheorie eingestuften Kampfbegriff. Gauland selbst äußerte, wenn Bevölkerungsaustausch ein rechter Kampfbegriff sei, dann sei Autobahn auch einer. Auf demselben Parteitag verglich Gauland auch die heutige Bundesrepublik mit der DDR kurz vor der Wende 1989. Er wolle die SED-Diktatur nicht bagetellisieren, aber er fühle sich heute „an die letzten Monate der DDR erinnert“. Gauland sagte: „Wie damals besteht das Regime aus einer kleinen Gruppe von Parteifunktionären, einer Art Politbüro, und wieder steht ein breites gesellschaftliches Bündnis aus Blockparteifunktionären, Journalisten, TV-Moderatoren, Kirchenfunktionären, Künstlern, Lehrern, Professoren, Kabarettisten und anderen Engagierten hinter der Staatsführung und bekämpft die Opposition“. Die „einzige Oppositionspartei AfD“ sei „sozusagen das aktuelle Neue Forum“. Der Historiker Ilko-Sascha Kowalczuk sah in diesen DDR-Vergleichen geschichtspolitische Verzerrungen und eine „billige Propagandalüge“. Dem Historiker Patrice Poutrus zufolge zeigen diese Vergleiche, „wie weit das Personal dieser Partei von einer Anerkennung der Verfassungsordnung der Bundesrepublik entfernt ist und wie wenig ihre Politik auf eine Sicherung beziehungsweise den Ausbau demokratischer Verhältnisse ausgerichtet ist“.
Die Ausschreitungen Rechtsradikaler in Chemnitz Ende August 2018, bei denen auf teils tödliche Auseinandersetzungen mit Personen mit Migrationshintergrund Übergriffe auf Migranten und Journalisten folgten, kommentierte Gauland: „Wenn eine solche Tötungstat passiert, ist es normal, dass Menschen ausrasten.“
Anfang September 2018 äußerte Gauland, „das politische System im Sinne des Parteiensystems“ müsse beseitigt werden. Er meine damit „die Parteien, die uns regieren […] das System Merkel.“ Zu diesem rechne er „diejenigen, die die Politik mittragen, das sind auch Leute aus anderen Parteien und leider auch aus den Medien. Die möchte ich aus der Verantwortung vertreiben.“ Einzelheiten dazu ließ er offen. Ihm ginge es darum, „das Ungleichgewicht in den Medien endlich zu unseren Gunsten“ umzukehren. Er nenne das eine „friedliche Revolution“. Diese Anspielung auf die Wende und friedliche Revolution in der DDR bezeichnete der Journalist und Herausgeber Berthold Kohler in der FAZ als „schweren Fall von politischem Missbrauch“. Früher habe man derartige partei- und medienpolitische Aktionen, wie sie Gauland vorschwebten, „Säuberung“ genannt. Regierungswechsel seien, so der Germanist Heinrich Detering, in der Bundesrepublik „gerade keine Systemwechsel“, sondern „im Gegenteil Bestandteile eines Systems freier Wahlen“. Wer, wie Gauland im selben Interview es ausdrückte, ein „Pfahl im Fleische eines politischen Systems, das sich überholt“ habe, sein wolle, der wolle nicht das Grundgesetz.
Ebenfalls im September 2018 äußerte Gauland im Bundestag: „Hass ist erstens keine Straftat und hat zweitens in der Regel Gründe.“ Der Literaturwissenschaftler Heinrich Detering bemerkte dazu, dass zuvor niemand im Deutschen Bundestag behauptet habe, Hass sei ein Straftatbestand, und wies darauf hin, dass der Satz eine Schlussfolgerung nahelege, die Gauland unausgesprochen lasse, nämlich dass begründeter Hass begründete Straftaten erzeuge. Der Publizist Roger de Weck kommentierte, dass nicht selten der Hass zu Untaten verleite, und fügte hinzu: „Noch öfter hat er – wie der Judenhass – keinen Grund.“
In der FAZ-Ausgabe vom 6. Oktober 2018 erschien ein Gastbeitrag Gaulands, dem eine Ähnlichkeit zu einer Rede Adolf Hitlers vorgeworfen wurde. Dieser hatte 1933 von einer „kleinen wurzellosen Clique“, die „die Völker gegeneinander hetzt“, gesprochen, von „Menschen, die überall und nirgends zu Hause sind, sondern die heute in Berlin leben, morgen genauso in Brüssel sein können, übermorgen in Paris und dann wieder in Prag oder Wien oder in London, und die sich überall zu Hause fühlen.“ Damit meinte Hitler laut dem Antisemitismusforscher Wolfgang Benz die Juden und knüpfte an das antisemitische Bild des „heimatlosen Juden“ an. Gauland hatte in seinem Beitrag mit dem Titel Warum muss es Populismus sein? eine „globalisierte Klasse“ kritisiert. Deren Mitglieder leben laut Gauland „fast ausschließlich in Großstädten, sprechen fließend Englisch, und wenn sie zum Jobwechsel von Berlin nach London oder Singapur ziehen, finden sie überall ähnliche Appartements, Häuser, Restaurants, Geschäfte und Privatschulen.“ Auch Christoph Heubner, Exekutiv-Vizepräsident des Internationalen Auschwitz-Komitees, warf Gauland daraufhin eine Stigmatisierung von Menschen „als Artfremde und Wurzellose“ vor. Diese „Gaulandsche Strategie“ sei Auschwitz-Überlebenden aus deren eigener Lebenserfahrung während der Nazi-Jahre bekannt. Laut Gaulands Berater Michael Klonovsky hat Gauland diesen Beitrag selbst verfasst, wobei weder er (Klonovsky) noch Gauland den Wortlaut der Hitler-Rede gekannt hätten. Gauland selbst erläuterte im Januar 2019 seine Thesen in einem Vortrag unter dem Titel Populismus und Demokratie in den Räumlichkeiten eines laut dem Historiker Bodo Mrozek „völkischen Kleinverlags in Sachsen-Anhalt“. Gauland, unter dessen Zuhörern sich auch Björn Höcke vom nationalistischen Flügel befand, verwies auf das entsprechende Konzept des britischen Journalisten David Goodhart und beschloss die Rede mit einem Zitat von Botho Strauß („Zwischen den Kräften des Hergebrachten und denen des ständigen Fortbringens, Abservierens und Auslöschens wird es Krieg geben.“) Gaulands Betonung, auf eine „friedliche Lösung“ dieses „Konflikts“ hinarbeiten zu wollen, entnahm Mrozek, dass dieser damit impliziere, „dass es notfalls eben auch unfriedlich ausgehen könnte“.
In der Bundestagsdebatte über den UN-Migrationspakt erklärte Gauland am 7. November 2018, „linke Träumer und globalistische Eliten“ wollten Deutschland „klammheimlich aus einem Nationalstaat in ein Siedlungsgebiet verwandeln“. Daraufhin wurde ihm vorgeworfen, eine Verschwörungstheorie zu verbreiten.
Nach dem Verfassungsschutz-Gutachten, aufgrund dessen Teile der Partei vom Verfassungsschutz beobachtet werden und das die Gesamt-AfD als „Prüffall“ einstuft, sprach sich Gauland im Februar 2019 dafür aus, den Verfassungsschutz abzuschaffen, und bestritt, dass es in der AfD verfassungswidrige Bestrebungen gebe. Des Weiteren erklärte Gauland, er habe von dem Gutachten nur die ihn betreffenden Teile gelesen, den Rest werde er nicht lesen. Gleichzeitig ließ Gauland jedoch seine Unterschrift als Erstunterzeichner unter der „Erfurter Resolution“ des völkischen Flügels der AfD laut Zeit „klammheimlich“ aus dem Netz nehmen.
In einer Rede auf dem Kyffhäuser-Treffen der rechts-nationalistischen AfD-Gruppierung Der Flügel Anfang Juli 2019 sagte Gauland, um an die Macht zu kommen und „unser Land wieder in Ordnung zu bringen“, könne man sich „ruhig einmal auf die Lippe beißen“. Der Journalist Jan Sternberg bemerkte dazu, dass Gauland „die Höckes, Wittgensteins und sonstigen Rechtsradikalen in der AfD“ nicht dazu aufrufe, ihre Positionen zu mäßigen, sondern im Interesse der Machterlangung nur ihre Sprache. Dass die AfD ein anderes Deutschland wolle, bestätige er mit diesen Sätzen ganz nebenbei.
Auf die Frage, ob es zu einer bürgerlichen Partei, wie Gauland die AfD immer wieder bezeichnet, passe, dass die AfD im brandenburgischen Landtagswahlkampf Parolen der NPD aufgegriffen habe, antwortete Gauland im September 2019 bejahend und fügte hinzu, es könne ja sein, „dass irgendwer einen Gedanken hatte, der nicht von vornherein falsch ist“.
Im September 2019 war Gauland zu Gast bei Tina Hassel im ARD-„Sommerinterview“, bei dem die jeweiligen Gäste auch mit per Mail oder Video eingesandten Zuschauerfragen konfrontiert werden. Gauland verlangte, diese vorher einsehen zu können. Als das abgelehnt wurde, sagte Gauland diesen Teil der Sendung ab mit der Begründung: „Warum muss ich sozusagen in ein schwarzes Loch gucken?“ Die bis zu diesem Zeitpunkt im „Sommerinterview“ teilnehmenden Politiker hatten der Online-Fragerunde zugestimmt.
Ende Dezember 2020 sagte Gauland: „Wir sollten das, was der Präsident des Verfassungsschutzes, Thomas Haldenwang, sagt, nicht zum Maßstab unseres Handelns machen.“ So könne man „keine echte Opposition sein“. Er persönlich habe auch keine Berührungsängste mit dem vom Verfassungsschutz ebenfalls als Verdachtsfall eingestuften neurechten Institut für Staatspolitik von Götz Kubitschek. Dieser sei „ein Freund von Herrn Höcke“ und auch ihn, Gauland, rufe Kubitschek „ab und zu an“. Die AfD, so Gauland, sei eine „Bewegungspartei, die auch Kontakt zu bestimmten Protestgruppen pflegen sollte“. Das gelte „für ‚Querdenken‘, aber auch für Pegida in Dresden oder für den Verein Zukunft Heimat in Cottbus“. Gauland kritisierte den Stil des AfD-Vorsitzenden Jörg Meuthen. Meuthen hatte auf dem Parteitag in Kalkar Ende November 2020 diejenigen Parteifreunde angegriffen, die „nur allzu gerne rumkrakeelen und rumprollen“ und Begriffe wie „Corona-Diktatur“ verwendeten. Gauland sagte, diese Rede Meuthens habe „die Hälfte der Partei beschädigt“. Zudem warf er Meuthen den Versuch vor, den neuen Co-Vorsitzenden Tino Chrupalla „an die Seite zu drängen“.
Parteiintern wird Alexander Gauland vorgeworfen, den ehemaligen Pressesprecher der AfD-Bundestagsfraktion Christian Lüth, der sich selbst als „Faschist“ bezeichnet hatte, zu lange gedeckt und geschützt zu haben. Nachdem Lüths Einstellung zum Nationalsozialismus medial publik wurde, wurde er im April 2020 von Gauland von seinem Posten als Pressesprecher freigestellt. Der Fraktionsvorstand versäumte jedoch die fristgerechte Kündigung. Nach Bekanntwerden von Lüths Äußerungen, man könne Migranten vergasen oder erschießen, wurde ihm im September 2020 fristlos gekündigt.

### Öffentliche Wahrnehmung
Gauland wurde vor seiner AfD-Karriere in der Publizistik als konservativer Intellektueller wahrgenommen und bisweilen als „christdemokratischer Schöngeist“ (Tilman Fichter 1990), „Jurist mit kulturellem Niveau“ (Hilmar Hoffmann 1990) und „Salon-Konservativer“ (Nikolaus Blome 2013) etikettiert. Zum 60. Geburtstag (2001) bezeichnete ihn Heribert Klein in der FAZ als Vertreter einer „Skeptische[n] Rationalität aus dem Geiste der Aufklärung“. Im Jahr 2009 entstand für das alpha-Forum im Bildungskanal ARD-alpha ein Prominentengespräch mit dem Theologen und Wirtschaftsethiker Michael Schramm. Gauland war über Jahre hinweg ein auch von Vertretern der politischen Linken geschätzter Gesprächspartner. Nach seiner Spitzenkandidatur für die AfD bei der Landtagswahl in Brandenburg 2014 begleiteten Medien wie die taz und die ZEIT Gaulands parteipolitische Veränderung kritisch. Jens Schneider, mit dem er jahrelang einen Politischen Salon abhielt, sprach 2015 in der Süddeutschen von einer „Verwandlung“ Gaulands, dieser ließe sich nun als „Scharfmacher von johlenden Massen tragen“, obwohl er einst als „Garant [dafür galt], dass die AfD nicht ganz nach rechts driftet“. Im medialen Diskurs der letzten Jahre wird Gauland oftmals als Nationalkonservativer beschrieben, vereinzelt als Reaktionär tituliert. Aufgrund seiner Russlandpolitik gilt er auch als „Putin-Versteher“. Der Journalist Joachim Riecker, ehemals leitender Redakteur unter Gauland, bezeichnete ihn als „deutschnational, anglophil und prorussisch“.
In politischer und habitueller Hinsicht verortet ihn der Politikwissenschaftler Herfried Münkler (2015) im Konservatismus. Auch für den Politikwissenschaftler Franz Walter handle es sich bei Gauland um einen eher abwartenden Konservativen. Die Politische Soziologin Karin Priester (2007) hält Gauland – wie Pim Fortuyn und Ernst Forsthoff – hingegen für einen Konservativen und einen Populisten zugleich, der die Moderne als Verlust des eigenen Freiheitsbegriffes empfindet. Später charakterisierte sie Gaulands Konservatismus als anglophil und reformkonservativ, ganz im Sinne Edmund Burkes. Vor allem „Vielfalt, Dezentralisierung und Föderalismus“ seien die wichtigen Eckpfeiler seines politischen Denkens. Nach Priester (2016) stehe Gauland beispielhaft für den konservativen Part innerhalb einer rechtspopulistischen Bewegung, die wiederum ein „Sammelbecken“ darstelle. „Schmitts Pluralismuskritik“ sei – bei allen Bezügen Gaulands auf Burke – evident. Letztlich aufgrund des Ausspruchs „man muss, um erfolgreich zu sein, all jene mitnehmen, die die AfD nur deshalb wollen und wählen, weil sie anders ist, populistisch dem Volk aufs Maul schauen, und weil sie das politikfähig formuliert, was in Wohnzimmern und an Stammtischen gedacht und beklagt wird“ bezeichnen ihn die Politikwissenschaftler Dieter Plehwe und Matthias Schlögl (2014) als einen „bekennenden Rechtspopulisten“. Der Soziologe und Politikwissenschaftler Samuel Salzborn sieht als Grundlage für Gaulands Geschichtsbild eine „positive Identifizierung mit der deutschen Nation“ im Sinne einer „Betonung und Überhöhung dessen, was als positiv wahrgenommen wird“. In Gaulands Weltbild seien Deutsche „generell Opfer des Nationalsozialismus“ und es scheine „keine Täter mehr zu geben, außer Hitler und vielleicht noch ein paar führende Nazis.“ Der Historiker Philipp Lenhard bezeichnet Gauland als „cleveren Mann, der sich gut verstellen“ könne, wiederholt mit Stereotypen spiele und damit die rechtsextreme Parteiklientel bediene sowie an Verschwörungstheorien anknüpfe. Dem Historiker Moritz Hoffmann zufolge geht es Gauland „darum, einen positiven deutschen Mythos zu pflegen, eine Art sachdienliche Verwendung von Geschichte für ein positives Deutschland“, die auch deutschen Interessen nütze. Gauland wolle „sich Rosinen aus der Geschichte picken und den Rest gerne abhaken“.
Nach Meinung von Christoph Kopke und Alexander Lorenz bedient der AfD-Landesvorsitzende Gauland spätestens seit dem Anschlag auf Charlie Hebdo und der Geiselnahme an der Porte de Vincennes in Paris „unkritische Ressentiments gegenüber dem Islam“.
Im August 2017 äußerte Thomas Schmid nach Gaulands „Hassrede“ gegen Aydan Özoğuz, Gauland sei „nicht mehr der britophile Ehren- und Edelmann, der er früher so gerne sein wollte. Mit voller Absicht reitet er auf den Wellen des Ressentiments. Es ist sein politischer Motor.“
Das US-Magazin Foreign Policy zählte ihn für das Jahr 2017 zu den 70 wichtigsten „Neudenkern“ der Welt, da „er im Herzen von Europa eine populistische Opposition zum Liberalismus angespornt“ habe.
Die 2023 gestartete ARD-Sendung Reschke Fernsehen ist nach einer Äußerung Gaulands gegenüber Moderatorin Anja Reschke in der Sendung Hart aber fair aus dem Jahr 2016 benannt.

## Weiteres Engagement

### Gremienarbeit/Ehrenamt
Gauland war während seiner Tätigkeit in Hessen Mitglied u. a. im Verwaltungsrat des Deutschlandfunks in Köln, in der Gewährträgerversammlung der Hessischen Landesbank in Frankfurt am Main und im Aufsichtsrat der Wirtschaftsförderung Hessen Investitionsbank AG – Hessische Landesentwicklungs- und Treuhandgesellschaft in Frankfurt am Main.
Er wurde 1998 als einer von fünfzehn Personen in das erste Kuratorium der Universität Potsdam berufen und gehörte von 2001 bis 2006 als Gründungsmitglied dem Stiftungsrat des Jüdischen Museums Berlin an. Darüber hinaus war er mehrere Jahre Beiratsmitglied des 2005 begründeten internationalen Medientreffens M100 Sanssouci Colloquium in Potsdam. Gauland war bis März 2016 Vorsitzender des Potsdamer Vereins Brandenburgische Literaturlandschaft, der Träger des Brandenburgischen Literaturbüros ist.

### Politischer Salon
Gemeinsam mit Klaus Ness (Generalsekretär der SPD Brandenburg und Mitglied des Landtages Brandenburg), Ute Samtleben (Galeristin aus Potsdam) und Jens Schneider (Hauptstadtkorrespondent der Süddeutschen Zeitung) war er in den Jahren 2006–2007 Gastgeber des vom Landesbüro Brandenburg der Friedrich-Ebert-Stiftung veranstalteten Politischen Salons in Potsdam. Er stellte über Jahre hinweg Bücher von u. a. Udo Di Fabio (Die Kultur der Freiheit), Joachim Fest (Ich nicht), Konrad Adam (Die alten Griechen), Karl Schlögel (Terror und Traum. Moskau 1937) und Günter Müchler (1813: Napoleon, Metternich und das weltgeschichtliche Duell von Dresden) vor. 2013 attestierte ihm der Journalist Schneider „mit großer Klarheit dezidiert konservative Standpunkte“. Aufgrund seiner parteipolitischen Neuorientierung wurde 2014 die Zusammenarbeit im Politischen Salon nicht fortgesetzt.

### Sonstiges
2006 sprach Gauland neben den Wegbegleitern Arnulf Baring und Stephan Speicher auf einer Potsdamer Gedenkveranstaltung zu Ehren des am 11. September verstorbenen Historikers, Publizisten und FAZ-Herausgebers Joachim Fest. Gauland kannte ihn noch aus Frankfurt.

## Schriften (Auswahl)

### Aufsätze in wissenschaftlichen Zeitschriften
- Die Völkerrechtliche Souveränität im Fall der Aufnahme von Staaten in die UNO. In: Vereinte Nationen 1973, S. 1 ff.
- Die Verstaatlichung der Banken nach dem Grundgesetz. In: Die Öffentliche Verwaltung 1974, S. 622 ff.
- Noch einmal. Die Beendigung der Mitgliedschaft in der Europäischen Gemeinschaft. In: Neue Juristische Wochenschrift 1974, S. 1034 ff.
- Das Recht auf den Transit-Wegen. In: Neue Juristische Wochenschrift 1974, S. 1931 ff.
- Die UN-Konvention zum Schutze von Journalisten – ein Fehlstart. In: Vereinte Nationen 1975, S. 180 ff.
- Friedenssicherung durch Gleichgewichtspolitik. In: Archiv des Völkerrechts 1975, S. 367 ff.
- Gesucht: Konservative Reformer. In: Blätter für deutsche und internationale Politik 4/2000, S. 391 ff.
- 60 Jahre Grundgesetz. In: Zeitschrift für Staats- und Europawissenschaften 2/2009, S. 323 ff.

### Monografien
- Das Legitimitätsprinzip in der Staatenpraxis seit dem Wiener Kongress (= Schriften zum Völkerrecht, Band 20.). Duncker & Humblot, Berlin 1971, ISBN 3-428-02569-5. (zugl. Diss., Universität Marburg, 1970)
- Gemeine und Lords. Porträt einer politischen Klasse (= Suhrkamp-Taschenbuch, 1650). Suhrkamp Verlag, Frankfurt 1989, ISBN 3-518-38150-4.
- Was ist Konservativismus? Streitschrift gegen die falschen deutschen Traditionen. Westliche Werte aus konservativer Sicht. Eichborn Verlag, Frankfurt am Main 1991, ISBN 3-8218-0454-8.
- Helmut Kohl. Ein Prinzip. Rowohlt Berlin, Berlin 1994, ISBN 3-87134-206-8.
- Das Haus Windsor. Orbis Verlag, Berlin 2000, ISBN 3-572-01124-8. (Lizenz des Siedler Verlags, Berlin 1996)
- Anleitung zum Konservativsein. Deutsche Verlags-Anstalt, Stuttgart u. a. 2002, ISBN 3-421-05649-8.
- Kleine deutsche Geschichte. Von der Stauferzeit bis zum Mauerfall. Rowohlt Verlag, Berlin 2007, ISBN 978-3-87134-582-1.
- Die Deutschen und ihre Geschichte. wjs verlag, Berlin 2009, ISBN 3-937989-56-0.
- Fürst Eulenburg – ein preußischer Edelmann. Die konservative Alternative zur imperialen Weltpolitik Wilhelm II. Strauss Edition, Potsdam 2010, ISBN 978-3-86886-018-4.[311]

### Beiträge in Sammelbänden
- Henry St. John, erster Viscount Bolingbroke (1678–1751) und Benjamin Disraeli (1804–1881). In: Caspar von Schrenck-Notzing (Hrsg.): Konservative Köpfe. Von Machiavelli bis Solschenizyn (= Criticón-Bücherei. 2). Criticón-Verlag, München 1978, ISBN 3-922024-02-2, S. 23 ff., 55 ff.
- Das hessische Privatrundfunkgesetz. In: Martin Schindehütte, Otmar Schulz (Hrsg.): Privater Rundfunk in Hessen. Perspektiven des Hessischen Privatfunkgesetzes. [Dokumentation einer Tagung der Evangelischen Akademie Hofgeismar, 14. bis 15. November 1988] (= Hofgeismarer Protokolle. 260). Evangelischen Akademie Hofgeismar, Hofgeismar 1989, ISBN 3-89281-167-9, S. 7 ff.
- Der Kopf des Königs fällt. Karl I. als Opfer eines Justizmords. In: Uwe Schultz (Hrsg.): Grosse Prozesse. Recht und Gerechtigkeit in der Geschichte. Verlag C. H. Beck, München 1996, ISBN 3-406-40522-3, S. 177 ff.
- Einspruch. In: Klaus Reichert (Hrsg.): Recht, Geist und Kunst. Liber amicorum für Rüdiger Volhard. Nomos, Baden-Baden 1996, ISBN 3-7890-4372-9, S. 269 ff.
- Die „Pulververschwörung“ gegen Parlament und König. 1605 scheitert der katholische Aufstand in England. In: Uwe Schultz (Hrsg.): Große Verschwörungen. Staatsstreich und Tyrannensturz von der Antike bis zur Gegenwart. Beck, München 1998, ISBN 3-406-44102-5, S. 130 ff.
- Unterschiede treiben den Motor. In: Manfred Bissinger, Dietmar Kuhnt, Dieter Schweer (Hrsg.): Konsens oder Konflikt? Wie Deutschland regiert werden soll (= Campe-Paperback). Hoffmann und Campe, Hamburg 1999, ISBN 3-455-10393-6, S. 59 ff.
- Der republikanische Diskurs. Diana als Todesengel der Monarchie?. In: Sabine Berghahn, Sigrid Koch-Baumgarten (Hrsg.): Mythos Diana. Von der Princess of Wales zur Queen of hearts. Psychosozial Verlag, Gießen 1999, ISBN 3-932133-59-5, S. 215 ff.
- Abschied vom Freizeitpark. In: Hans-Dietrich Genscher, Ulrich Frank-Planitz (Hrsg.): Nur ein Ortswechsel? Eine Zwischenbilanz der Berliner Republik. Zum 70. Geburtstag von Arnulf Baring. Hohenheim Verlag, Stuttgart u. a. 2002, ISBN 3-89850-074-8, S. 74 ff.
- Goethe und Preußen. In: Peter Walther (Hrsg.): Goethe und die Mark Brandenburg. vacat verlag, Potsdam 2006, ISBN 3-930752-43-3, S. 103 ff.
- Mein Club. In: Evelyn Fischer: Unter 3. Berliner Presse Club – Geschichte einer Institution. DBB-Verlag, Berlin 2007, ISBN 978-3-87863-137-8, S. 60 ff.
- Wider die pure Rationalität. Bausteine für einen modernen Konservatismus. In: Hans Zehetmair (Hrsg.): Zukunft braucht Konservative. Verlag Herder, Freiburg im Breisgau u. a. 2009, ISBN 978-3-451-30295-4, S. 92 ff.
- Die Ideologie der „unsichtbaren Hand“ und ihre Folgen. In: Jürgen Rüttgers (Hrsg.): Wer zahlt die Zeche? Wege aus der Krise. Klartext, Bonn 2009, ISBN 978-3-8375-0196-4, S. 32 f.
- Nachwort. In: Peter Böthig, Peter Walther (Hrsg.): Die Russen sind da. Kriegsalltag und Neubeginn 1945 in Tagebüchern aus Brandenburg. Lukas Verlag, Berlin 2011, ISBN 978-3-86732-079-5, S. 482 ff.
- Beitrag. In: Markus Porsche-Ludwig, Jürgen Bellers (Hrsg.): Was ist konservativ? Eine Spurensuche in Politik, Philosophie, Wissenschaft, Literatur. Verlag Traugott Bautz, Nordhausen 2013, ISBN 978-3-88309-785-5, S. 76 ff.
- Prerequisite for a common destiny. Battling the ghosts of Germany’s past to build a European future. In: John F. Jungclaussen, Charlotte Ryland, Isobel Finkel (Hrsg.): Common Destiny vs. Marriage of Convenience – What do Britons and Germans want from Europe? 28 essays including 15 prize-winning contributions. KE7.net Publishing, Berlin 2014, ISBN 978-3-9815035-1-7, S. 58 ff.

### Gespräche
- Rechtsstaat und ziviler Ungehorsam. Ein Streitgespräch zwischen Daniel Cohn-Bendit, Joschka Fischer, Alexander Gauland und Jörg Twenhöven (= Die Kleine weiße Reihe. Band 109). Athenäum Verlag, Bodenheim 1988, ISBN 3-610-04709-7.